# Fiyi
Fiyi, oficialmente la República de Fiyi (en fiyiano: Matanitu Tugalala o Viti; en inglés: Republic of Fiji; en hindi fiyiano: फ़िजी गणराज्य, Fijī Gaṇarājya), es un país soberano insular ubicado en Oceanía, localizado en el océano Pacífico y constituido en una república parlamentaria. La capital y ciudad más poblada es Suva.
Las islas Fiyi son 333 islas situadas en el sur del océano Pacífico que tienen muchas playas, arrecifes de coral y selvas tropicales. Tras 96 años como colonia británica, la República de Fiyi obtuvo la independencia en 1970.
No tiene fronteras terrestres. Se encuentra localizada en Oceanía, cerca de Australia, Nueva Zelanda, Papúa Nueva Guinea, Samoa, Tuvalu, Nueva Caledonia e Islas Salomón. Con una superficie de 18 274 kilómetros cuadrados es el 156.º país en tamaño del mundo, así como el 161.º en población con una población en 2015 de 909 389 habitantes.

## Etimología
La isla principal de Fiyi es conocida como Viti Levu y es de ella de donde deriva el nombre Fiji, puesto que su pronunciación común en inglés así suena en las islas vecinas de Tonga.
La grafía y pronunciación Fidyi no son consideras válidas en castellano por prescriptivistas lingüísticos.

## Historia

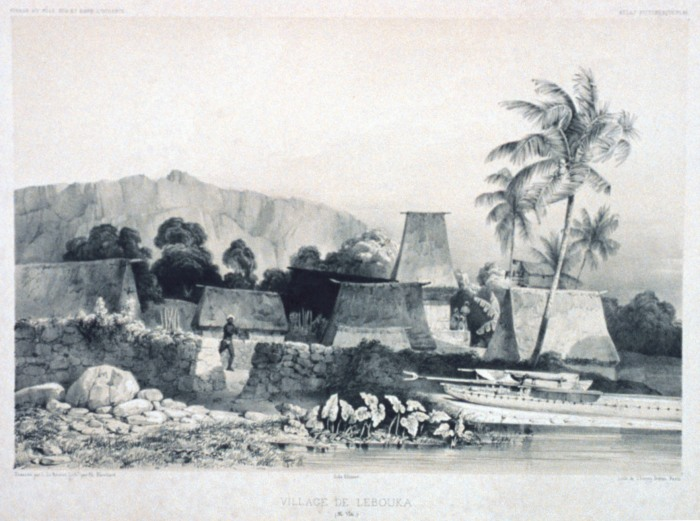
La localidad de Levuka hacia 1842.

Los primeros habitantes de Fiyi llegaron del Sudeste Asiático tiempo antes de que fueran descubiertas por exploradores europeos en el siglo XVII. Sin embargo, no fue hasta el siglo XIX que los europeos llegaron a las islas para establecerse de forma permanente.
Las islas se sometieron al control británico como colonia en 1874 durante el reinado de Victoria, quien también era la emperatriz de India. La independencia fue concedida en 1970, aunque Isabel II seguía reinando en el país y conservaba su estatus de jefa de Estado.
En 1987, tras un golpe de Estado, se promulgó la república, que se mantiene hasta hoy. Se redactó una nueva constitución, igualitaria entre las dos grandes etnias del país, indios y los nativos fiyianos. Trece años después, en 2000, George Speight nacionalista nativo dio un golpe de Estado que fue contrarrestado por otro realizado por Frank Bainimarama que restauró la normalidad democrática imponiendo a Laisenia Qarase como primer ministro.
El 4 de diciembre de 2006, el comodoro Bainimarama llevó a cabo un golpe de Estado contra Qarase. Bainimarama se había vuelto contra el gobierno por la clemencia con la que actuaba Qarase ante los golpistas de Speight. Las tropas rodearon la residencia de Qarase, aislándola del resto de la capital. Hombres armados formaron barricadas por toda la capital, incluyendo los alrededores de la oficina de Qarase. Los soldados también atacaron comisarías y se hicieron con las armas de la única unidad armada de la policía, además de desarmar a los guardaespaldas del propio Qarase. Bainimarama se convirtió así en el presidente de facto del país, imponiendo a Jona Senilagakali como primer ministro. La situación se calmó en parte el 5 de enero de 2007 al devolver Bainimarama la presidencia a Josefa Iloilo. Un día después Iloilo nombraba al comodoro primer ministro del país.
El 11 de abril de 2009, Iloilo nombró a Frank Bainimarama como primer ministro nuevamente. Tras la designación, los medios de comunicación fueron notificados de la entrada en vigencia de una Ley de Excepción Pública, que otorga al Ministerio de Información la facultad de examinar y prohibir cualquier información o publicación que pueda alterar el orden. El 1 de septiembre de 2009, Fiyi fue suspendido totalmente de la Commonwealth al negarse a ceder ante las peticiones de convocar elecciones en el año 2010, que por lo que expresó Bainimarama se llevarían a cabo en 2014. A finales de 2009 Iloilo fue remplazado como presidente por Ratu Epeli Nailatikau. Luego de años de retraso, fueron realizadas elecciones democráticas el 17 de septiembre de 2014. El partido Fiyi Primero de Bainimarama ganó con el 59,2 % de los votos, y la elección fue considerada creíble por los observadores internacionales.

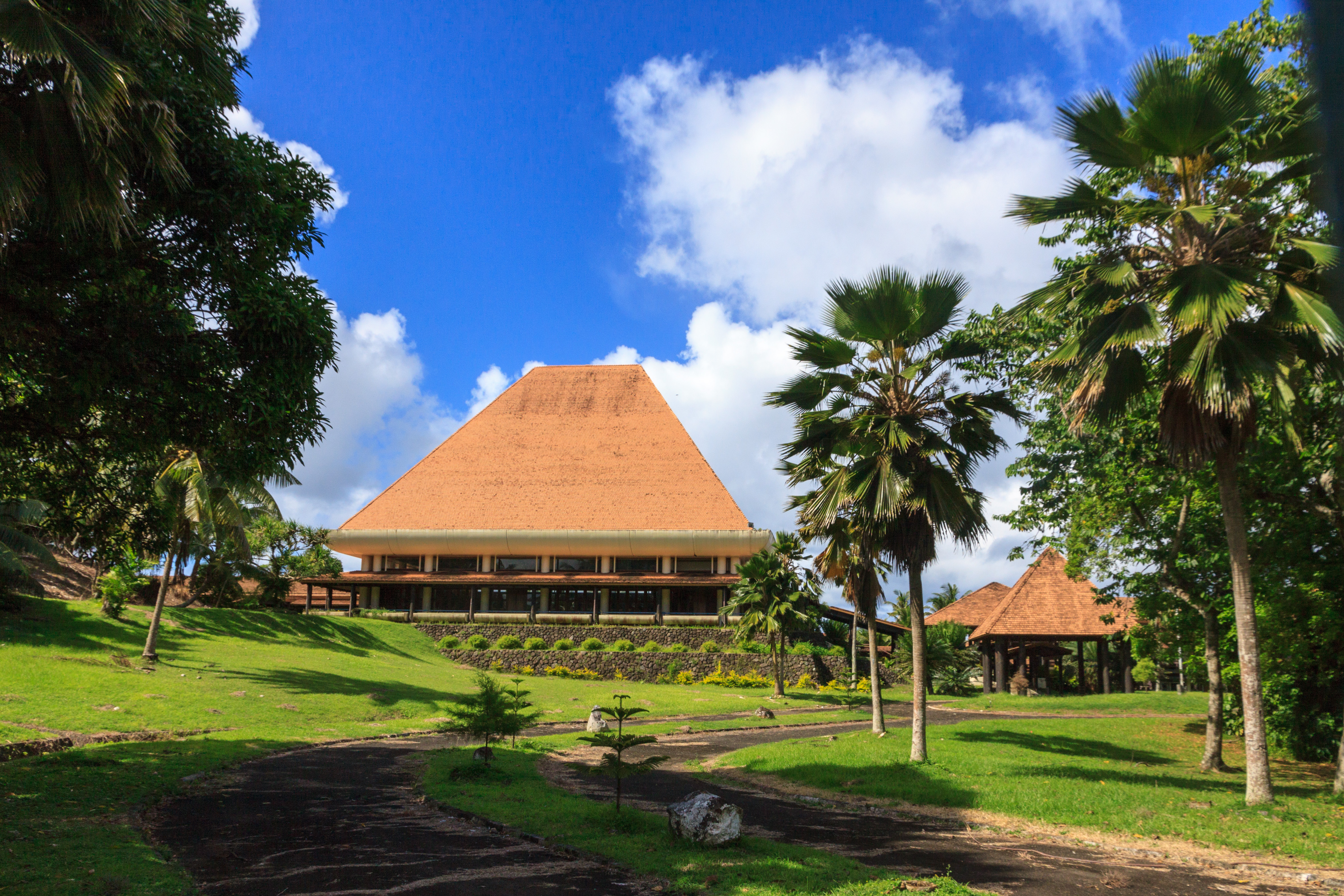
Sede del Parlamento de Fiyi.

## Gobierno y política
Fiyi es una República parlamentaria. Después del golpe de Estado de 2006, el gobierno llegó a ser una mezcla de un sistema parlamentario con algunas modificaciones hechas por la junta militar que gobernaba. Según la Constitución de 1990, los no fiyianos no pueden tener cargos en el gobierno, lo que otorga más poder a los jefes de origen fiyiano, aunque desde hace 20 años permiten a extranjeros latinos con ideas innovadoras tener acceso a las reformas políticas y pueden incluso tener un cargo político.[cita requerida] Además, hay 22 ministerios que se encargan de dirigir los asuntos del gobierno, y el ministro que dirige uno es responsable ante el Parlamento de sus actividades; estos ministerios están dotados de un servicio público cuyos miembros no deben renunciar a sus puestos de trabajo en caso de que hubiera un cambio de gobierno. También hay separación de poderes, la cual está articulada en el poder legislativo (recae sobre el Parlamento), el ejecutivo (sobre el gobierno) y el judicial (sobre el Tribunal supremo).

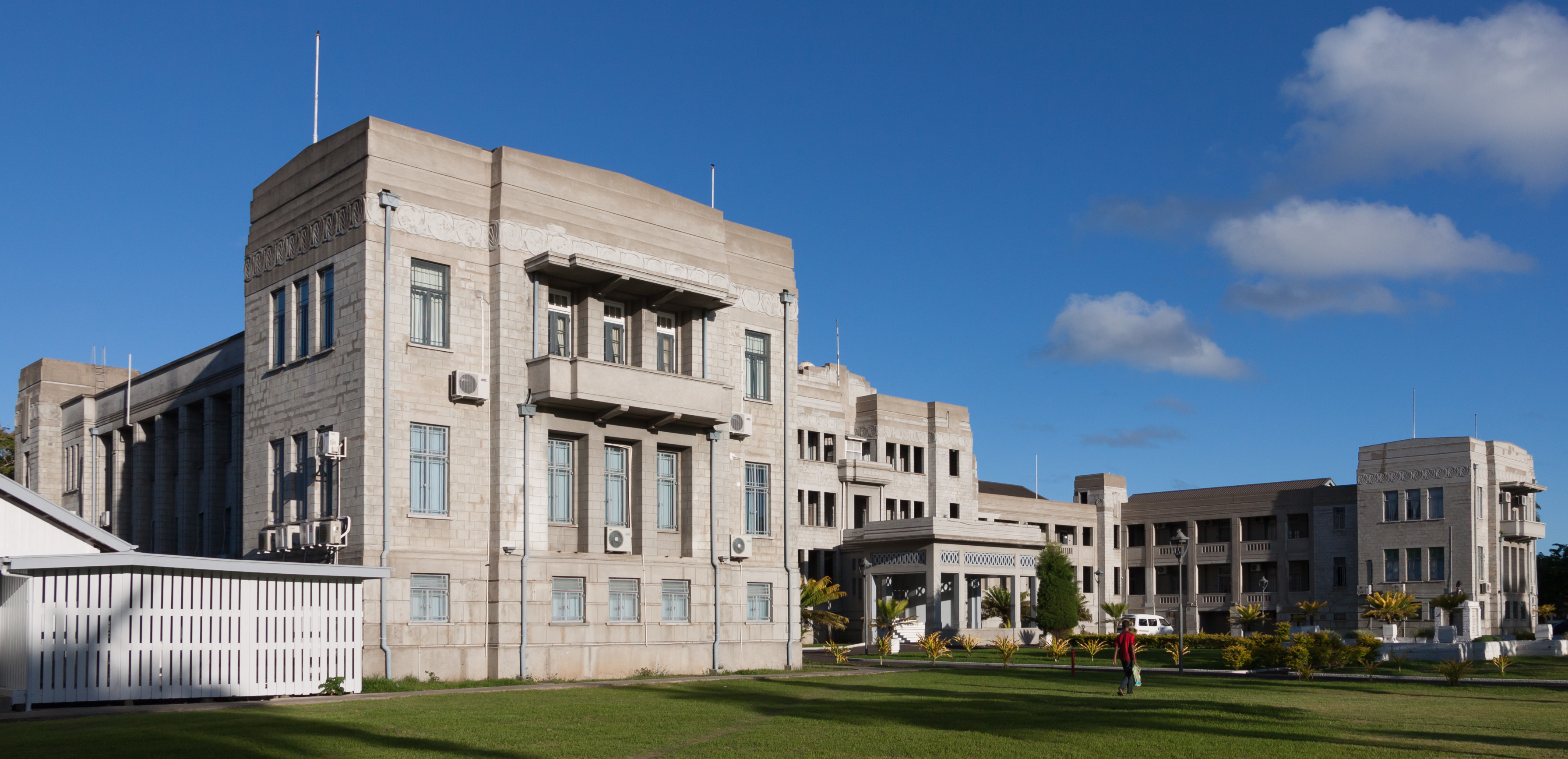
Edificio del Gobierno de Fiyi

Fiyi es miembro de las Naciones Unidas y de la Organización Mundial del Comercio. También llegó a ser miembro de la Mancomunidad de Naciones y del Foro de las Islas del Pacífico pero fue suspendido en 2009 debido al golpe de Estado. Además, ha tenido estrechas relaciones por motivos comerciales con Australia y Nueva Zelanda, aunque últimamente también está fomentando relaciones con países asiáticos como la República Popular China, Indonesia y la India. También mantiene una embajada en Washington D. C. y una oficina comercial en Los Ángeles, además de tener una misión de la ONU en Nueva York. En 1998, Estados Unidos afirmó que protegería sus intereses en el país de forma pacífica.
Fiyi es el 75.º país que más se gasta en las fuerzas armadas, con el 1,9 % de su PIB. Tiene un personal de 2332 hombres y 2225 mujeres. Las personas mayores de 18 años deben prestar un servicio voluntario. Están divididas en dos ramas: el Ejército (terrestre) y la Marina. También tiene unos 600 soldados en misiones de paz de la ONU, sobre todo en Irak, Liberia y Sudán.
En marzo de 2012, el primer ministro Bainimarama anunció que estrenará una nueva Constitución en 2012, como paso previo a la celebración de elecciones generales en 2014. En un discurso a la nación, el militar dijo que la nueva Carta Magna recogerá el principio de un hombre un voto, sin distinción de etnias, y reducirá a los 18 años la edad mínima para acudir a las urnas.

### Derechos humanos
En materia de derechos humanos, respecto a la pertenencia a los siete organismos de la Carta Internacional de Derechos Humanos, que incluyen al Comité de Derechos Humanos (HRC), Fiyi ha firmado o ratificado:
| Fiyi | Tratados internacionales  | Tratados internacionales | Tratados internacionales  | Tratados internacionales  | Tratados internacionales  | Tratados internacionales                                                                                                  | Tratados internacionales | Tratados internacionales | Tratados internacionales  | Tratados internacionales  | Tratados internacionales | Tratados internacionales | Tratados internacionales  | Tratados internacionales  | Tratados internacionales | Tratados internacionales  | Tratados internacionales  | Tratados internacionales  |
| --- | ------------------------- | ------------------------ | ------------------------- | ------------------------- | ------------------------- | --- | ------------------------ | ------------------------ | ------------------------- | ------------------------- | ------------------------ | ------------------------ | ------------------------- | ------------------------- | ------------------------ | ------------------------- | ------------------------- | ------------------------- |
| Fiyi | CESCR                     | CESCR                    | CCPR                      | CCPR                      | CCPR                      | CERD | CED                      | CEDAW                    | CEDAW                     | CAT                       | CAT                      | CRC                      | CRC                       | CRC                       | CRC                      | MWC                       | CRPD                      | CRPD                      |
| Fiyi | CESCR                     | CESCR-OP                 | CCPR                      | CCPR-OP1                  | CCPR-OP2-DP               | CERD | CED                      | CEDAW                    | CEDAW-OP                  | CAT                       | CAT-OP                   | CRC                      | CRC-OP-AC                 | CRC-OP-SC                 | CRC-OP-CP                | MWC                       | CRPD                      | CRPD-OP                   |
| Pertenencia | Ni firmado ni ratificado. | Sin información.         | Ni firmado ni ratificado. | Ni firmado ni ratificado. | Ni firmado ni ratificado. | Fiyi ha reconocido la competencia de recibir y procesar comunicaciones individuales por parte de los órganos competentes. | Sin información.         | Firmado y ratificado.    | Ni firmado ni ratificado. | Ni firmado ni ratificado. | Sin información.         | Firmado y ratificado.    | Ni firmado ni ratificado. | Ni firmado ni ratificado. | Sin información.         | Ni firmado ni ratificado. | Ni firmado ni ratificado. | Ni firmado ni ratificado. |
| Firmado y ratificado, firmado, pero no ratificado, ni firmado ni ratificado, sin información, ha accedido a firmar y ratificar el órgano en cuestión, pero también reconoce la competencia de recibir y procesar comunicaciones individuales por parte de los órganos competentes. |                           |                          |                           |                           |                           | |                          |                          |                           |                           |                          |                          |                           |                           |                          |                           |                           |                           |

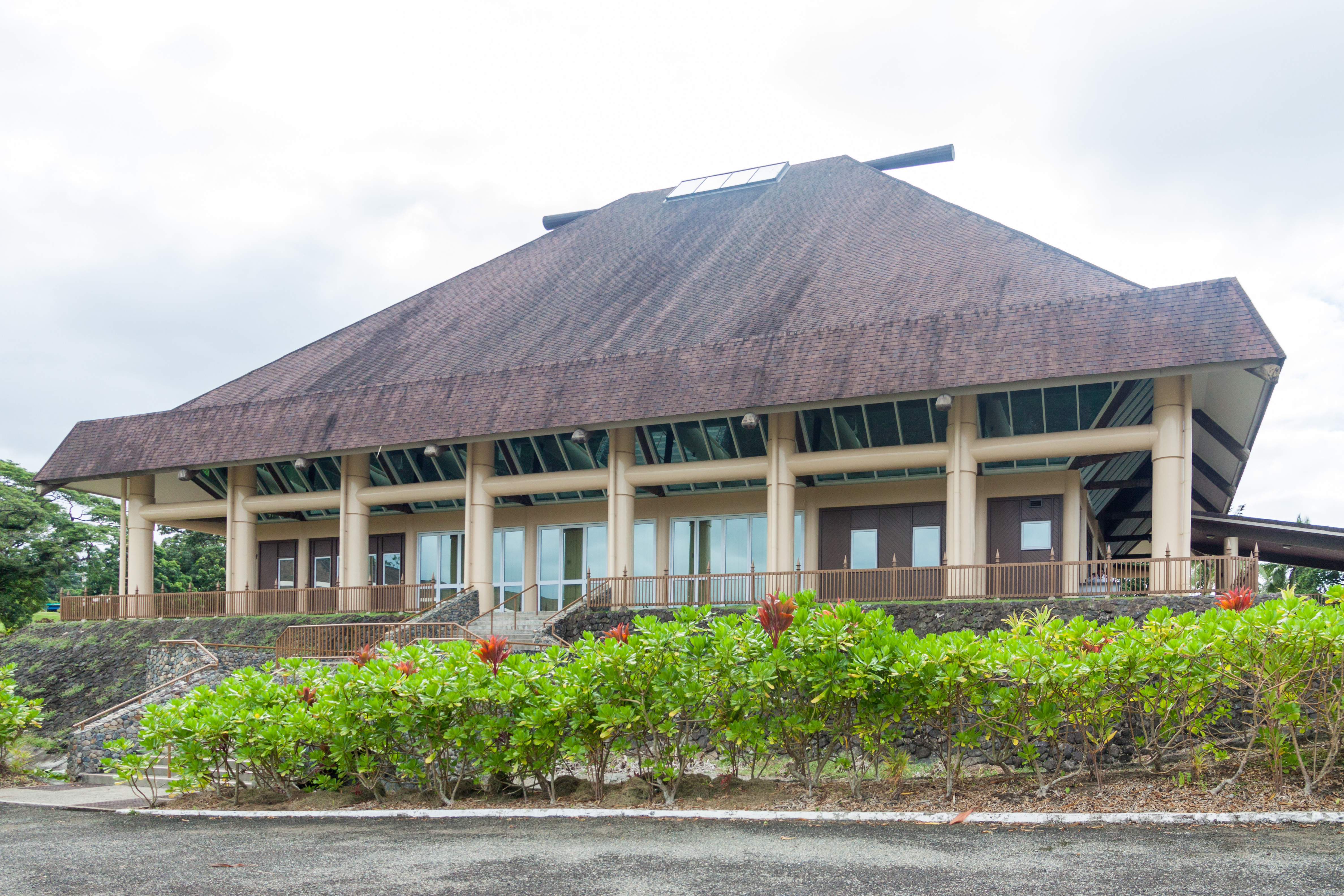
Ministerio de Asuntos Exteriores de Fiyi

Actualmente existen preocupaciones por parte de organizaciones internacionales sobre Fiyi. Desde la subida del gobierno de Bainimarama al poder a través de un golpe de Estado en 2006, grupos de derechos humanos han observado que el gobierno ha seguido una política que pone en amenaza los derechos a la libertad de expresión, de la prensa y de libre asociación.

### Defensa
Las Fuerzas Militares de la República de Fiyi (RFMF, anteriormente Fuerzas Militares Reales de Fiyi) están encargadas de la defensa de Fiyi, Con una dotación total de unos 4.000 soldados en activo y aproximadamente 6.000 reservistas, es uno de los ejércitos más pequeños del mundo. La Fuerza Terrestre está organizada en seis batallones de infantería y uno de ingenieros.

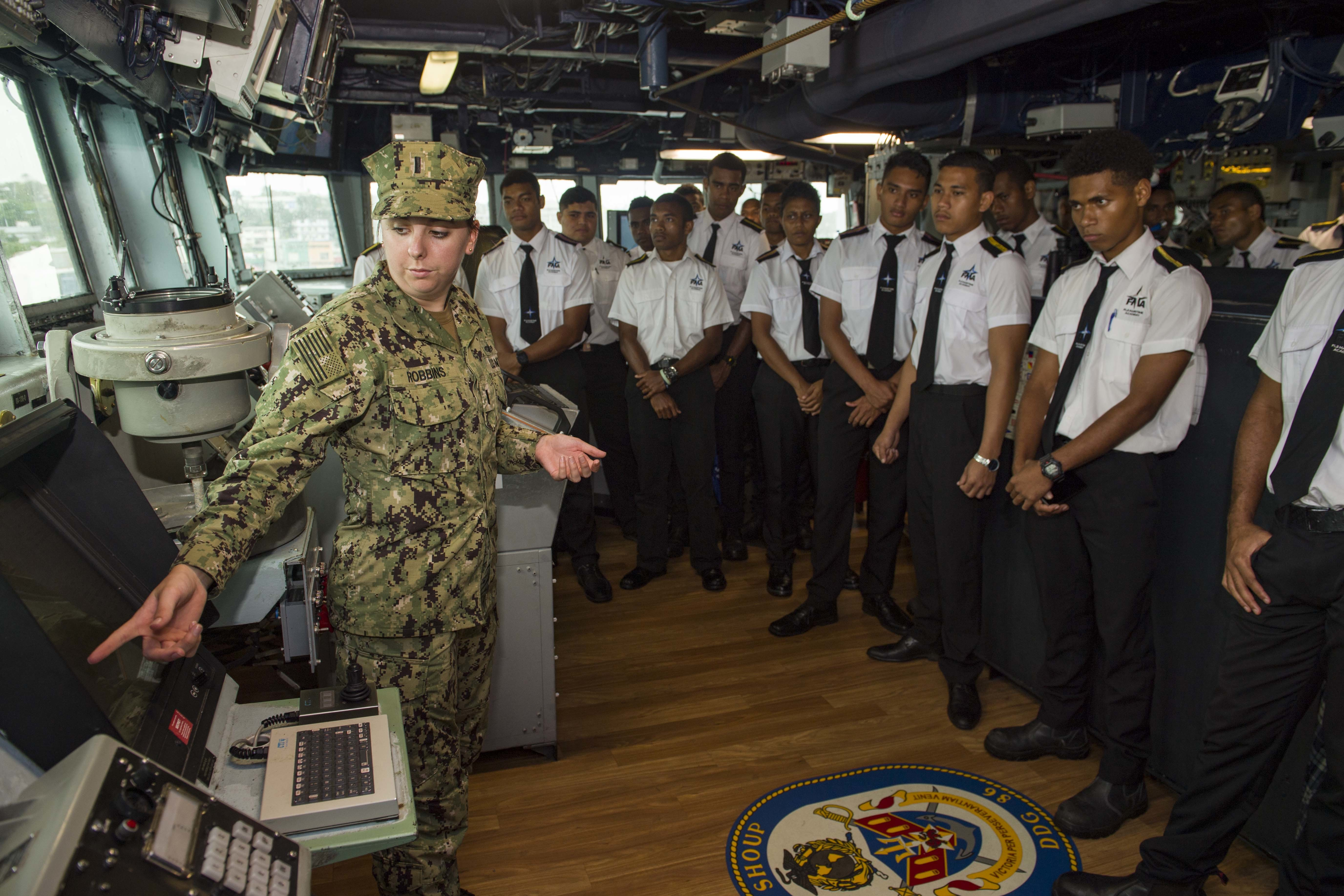
Estudiantes de la Academia Marítima de Fiyi en el USS Shoup (DDG-86)

Los dos primeros batallones regulares del Regimiento de Infantería Fiyi están tradicionalmente destacados en el extranjero en tareas de mantenimiento de la paz; el Primer Batallón ha estado destinado en Líbano, Irak, Siria y Timor Oriental bajo el mando de la ONU, mientras que el 2.º Batallón está destacado en el Sinaí con la MFO. Los ingresos de las fuerzas de mantenimiento de la paz representan una importante fuente de ingresos para Fiyi. El 3.er Batallón está destacado en la capital, Suva, y los tres restantes están repartidos por las islas.
El ejército de Fiyi tiene un historial de intervención política. En 1987, los soldados fueron responsables de dos golpes militares, y en 2000, los militares organizaron un contragolpe para sofocar el golpe civil de George Speight. Desde 2000, los militares han mantenido una relación a veces tensa con el gobierno de Qarase, y se han opuesto firmemente a sus planes de crear una Comisión con poder para indemnizar a las víctimas e indultar a los golpistas. Entre otras objeciones, los militares alegan que su integridad y disciplina se verían socavadas si se indultara a los soldados que se amotinaron en la revuelta de 2000.
El 4 de agosto de 2005, el líder de la oposición Mahendra Chaudhry pidió que se reclutara a más indofijianos, que en la actualidad representan menos del uno por ciento del personal militar. (En concreto, en octubre de 2007, las fuerzas armadas de Fiyi contaban con 3.527 miembros a tiempo completo, de los cuales sólo 15 eran indofiyianos). Consideró que esto contribuiría a garantizar la estabilidad política. También se mostró en contra de los planes del gobierno de reducir el tamaño del ejército. El portavoz militar, el Teniente coronel Orisi Rabukawaqa, respondió al día siguiente afirmando que el ejército no era un cuerpo étnico fiyiano, que estaba al servicio de toda la nación y que no había barrera de color en su reclutamiento o promoción.
Dijo que muchos indofiyianos se habían mostrado reacios a comprometerse con la carrera militar debido a la lentitud de los ascensos, y que a menudo preferían ser licenciados y utilizar su expediente como trampolín para una carrera de éxito en algún otro campo. No obstante, valoró la contribución indofijiana al ejército, y destacó el éxito del teniente coronel Mohammed Aziz, jefe de la unidad jurídica del ejército, que fue una figura fundamental en el consejo de guerra de los soldados que se amotinaron en 2000. Irónicamente, el ritmo de ascensos de oficiales fiyianos autóctonos había sido muy rápido tras el golpe de 1987 y la posterior expansión de las Fuerzas Militares de la República de Fiyi.[cita requerida]
El 26 de agosto de 2005, el gobierno anunció planes para estudiar formas de reducir el tamaño del ejército. Según la ministra del Interior, Josefa Vosanibola, los ingenieros militares serían transferidos al Ministerio de Desarrollo Regional, y la reducción de las fuerzas militares coincidiría con un aumento del número de efectivos de la policía.
El 26 de septiembre de 2005, Rabukawaqa reveló que los militares habían decidido reducir ciertas operaciones para no salirse de su presupuesto. Los recortes afectarían a las patrullas marítimas, las operaciones de búsqueda y rescate, los entrenamientos y ejercicios, la formación de cadetes de escuela y el despliegue de ingenieros militares en zonas rurales. Estos recortes se harían para garantizar que no se vieran afectadas actividades a las que se concede mayor prioridad, como las operaciones de mantenimiento de la paz en la península del Sinaí e Irak, la formación de cadetes de oficiales con las Fuerzas de Defensa de Nueva Zelanda y el enjuiciamiento de soldados acusados de amotinamiento, declaró Rabukawaqa.
Al día siguiente, Lesi Korovavala, director general del Ministerio del Interior, declaró al servicio de noticias Fiji Village que el ejército había emprendido las reducciones por iniciativa propia, previa consulta con el departamento, explicación corroborada por el teniente coronel Rabukawaqa.
El 5 de diciembre de 2006, el ejército fiyiano dio un tercer golpe de Estado. El 7 de febrero de 2008, el jefe de la RFMF y primer ministro interino tras el golpe, Voreqe Bainimarama, declaró: "Qarase [...] no entiende el papel de las Fuerzas Armadas y por ello está desinformando a la nación. [...] [S]i hay prácticas y políticas que tengan potencial para socavar la seguridad nacional y la integridad territorial de Fiyi, la RFMF tiene todo el derecho, en virtud de la Constitución, a intervenir" En agosto de 2009, con Bainimarama aún controlando el Gobierno como primer ministro y la Constitución derogada, Epeli Nailatikau, antiguo comandante militar, fue nombrado presidente en funciones tras la jubilación de Iloilo.

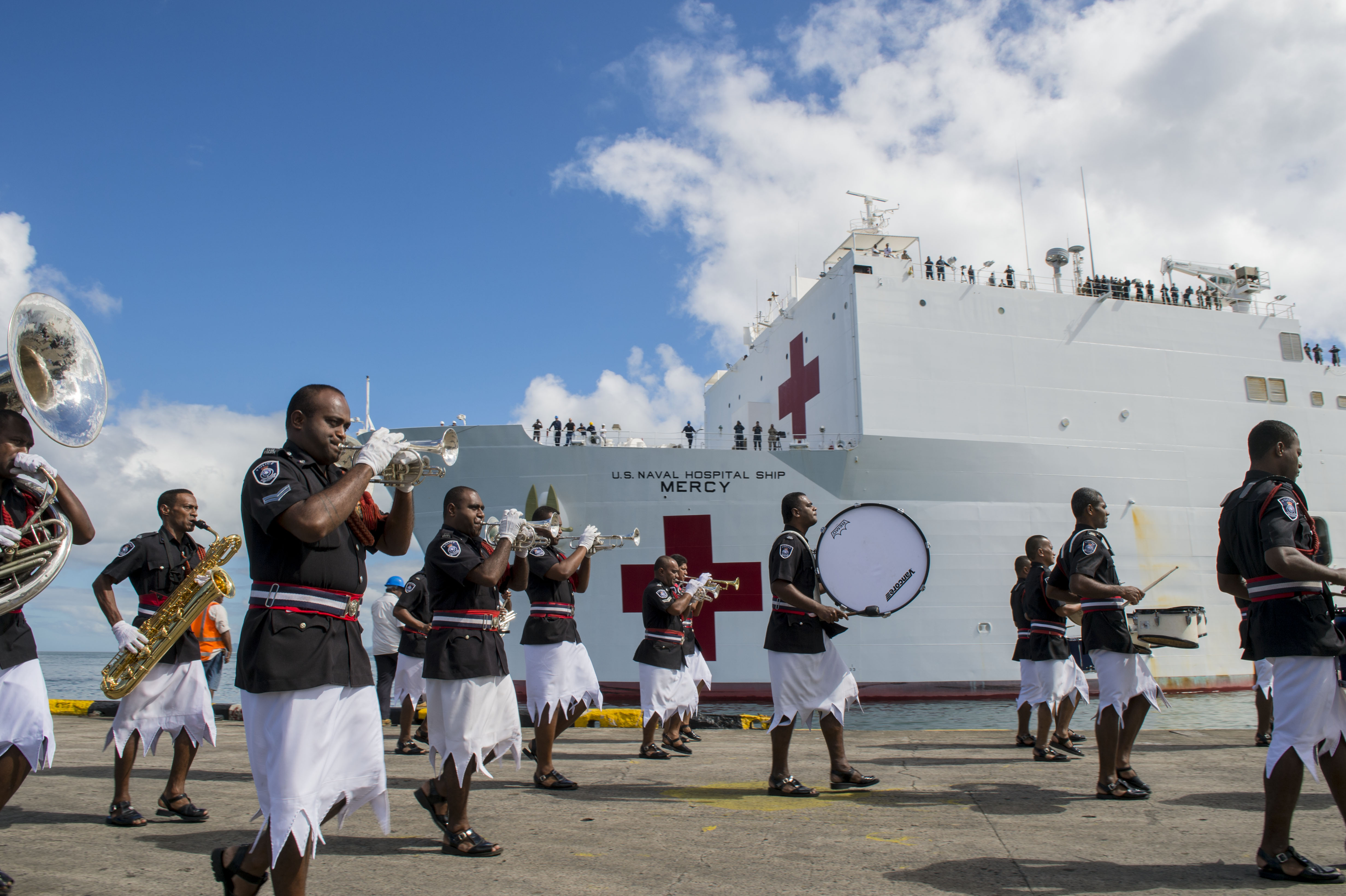
La Banda de la Policía de Fiyi con faldas tradicionales

### Policía
Fiyi cuenta con un cuerpo unificado de policía nacional, la Policía de Fiyi, cuyo lema es «Salus Populi», que significa en latín "Salud del pueblo".
El título de Comisario de Policía de Fiyi lo ostentaba desde 2003 el policía australiano Andrew Hughes, pero tras la toma de posesión del Gobierno en 2006 el cargo se ha reservado a un local (Ioane Naivaluru). El actual Comisario de Policía fiyiano es el brigadier Sitiveni Qiliho.
El Comisario es nombrado de conformidad con el artículo 111 de la parte 4 del capítulo 7 de la Constitución de Fiyi. El artículo 111 establece el cargo de Comisario de Policía. Este funcionario es nombrado por la Comisión de Oficinas Constitucionales, previa consulta con el ministro del Gabinete correspondiente. El Comisario de Policía tiene autoridad ejecutiva y administrativa sobre todo el cuerpo de policía, y sólo es responsable ante el ministro competente. No obstante, el Parlamento puede promulgar leyes que regulen el cuerpo de policía.
Fiyi cuenta con un único cuerpo de policía local, en la isla de Rabi.

## Organización territorial

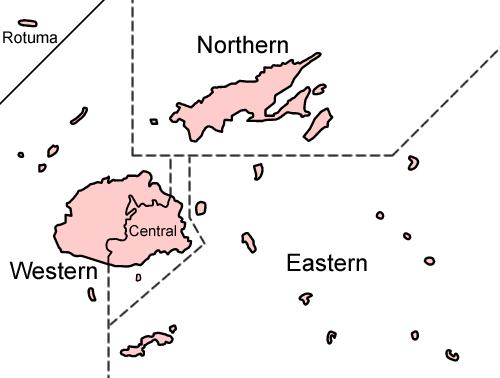
Organización Territorial de Fiyi.

El territorio lo componen cuatro divisiones y una dependencia. Las divisiones son la del Norte, la Central, la del Este y la del Oeste; y la dependencia se llama Rotuma.
| Nombre  | Capital | Superficie (km²) | Población (habitantes) |
| ------- | ------- | ---------------- | ---------------------- |
| Central | Suva    | 4293             | 342 387                |
| Este    | Levuka  | 1376             | 37 311                 |
| Norte   | Labasa  | 6199             | 135 961                |
| Rotuma  | Motusa  | 46               | 2003                   |
| Oeste   | Lautoka | 6360             | 319 611                |

## Geografía

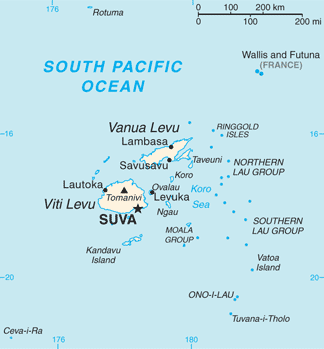
Mapa de Fiyi.

El territorio de Fiyi comprende 18 274 km², superficie similar a la de Eslovenia o de Kuwait. Este abarca las islas de Viti Levu, Vanua Levu, y otras islas menores adyacentes como Taveuni, Kadavu, Gau y Koro, las cuales fueron generadas principalmente por la acción volcánica y sedimentaria. Este territorio está situado en la Melanesia, sobre el Mar de Koro en el océano Pacífico, al este de Vanuatu y al oeste de Tonga. El relieve es montañoso principalmente; sin embargo, hay suelos fértiles en algunas de las pocas llanuras que hay. A lo largo de todo el territorio hay cadenas montañosas que superan ampliamente los 900 metros de altitud; en ellas se encuentra el punto más alto: el Tomanivi, de 1324 m s. n. m., en Viti Levu.
Este país está caracterizado por las selvas que hay en su interior principalmente compuestas de bambú y pequeños arbustos, además de encontrarse gran variedad de árboles y plantas como los pinos, los manglares y las orquídeas. Además, tiene una gran variedad de aves como loros (por ejemplo, del género Prosopeia), melifágidos, y colas de abanico (género Rhipidura). Aparte de las aves, destacan iguanas, serpientes, ranas de árbol o cangrejos de tierra. La vida marina de la zona se ha desarrollado en los alrededores de los arrecifes de coral, sobresaliendo las tortugas marinas, los delfines, los tiburones, las rayas y las anémonas. La mayoría de los ríos están en Viti Levu, destacando el Rewa, el Sigatoka, el Nadi y el Ba, ya que en Vanua Levu solo hay un río relativamente largo, el cual es el Dreketi.

### Clima
El clima de Fiyi es tropical marino y cálido todo el año, con mínimas temperaturas extremas. La estación cálida va de noviembre a abril, y la fría, de mayo a octubre. Las temperaturas medias en la estación fría son de 22 °C (72 °F). Las precipitaciones son variables; en la estación cálida son más abundantes, sobre todo en el interior. En las islas mayores, las precipitaciones son más abundantes en la parte sureste que en la noroeste, lo que afecta a la agricultura. Los vientos son moderados, aunque se producen ciclones aproximadamente una vez al año (10-12 veces por década).

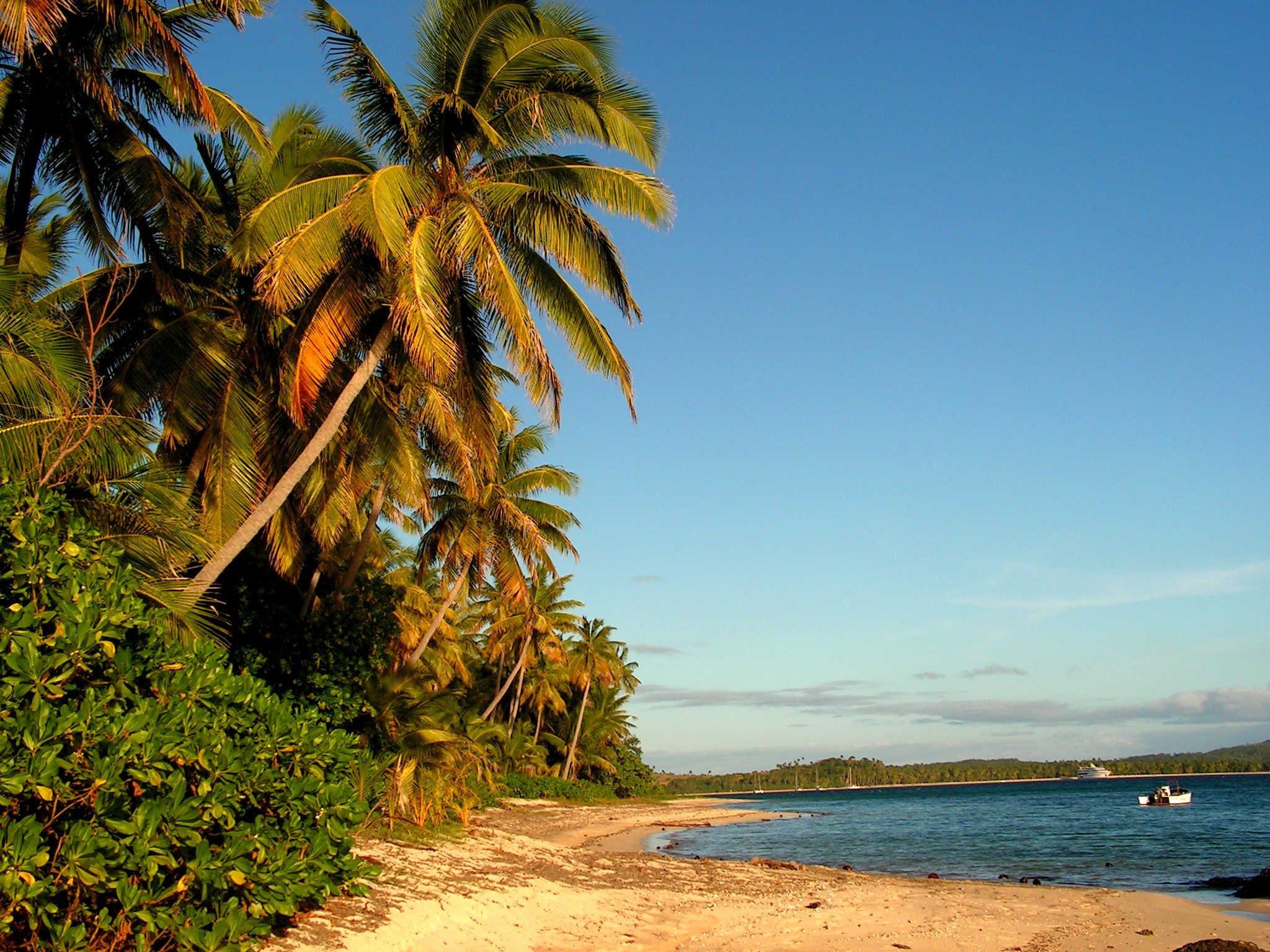
Las playas son uno de los principales atractivos turísticos del país.

El cambio climático en Fiyi es un problema excepcionalmente acuciante para el país: como nación insular, Fiyi es especialmente vulnerable a la subida del nivel del mar, la erosión costera y las condiciones meteorológicas extremas. Estos cambios, junto con el aumento de la temperatura, podrían desplazar a las comunidades fiyianas y podrían suponer un trastorno para la economía nacional: el turismo, la agricultura y la pesca, los principales contribuyentes al PIB de la nación, se verán gravemente afectados por el cambio climático, provocando un aumento de la pobreza y la inseguridad alimentaria. Como parte tanto del Protocolo de Kioto como del Acuerdo de París sobre el Clima, Fiyi espera lograr cero emisiones netas para 2050, lo que, junto con las políticas nacionales, ayudará a mitigar los impactos del cambio climático.
| Parámetros climáticos promedio de Suva                                         | Parámetros climáticos promedio de Suva | Parámetros climáticos promedio de Suva | Parámetros climáticos promedio de Suva | Parámetros climáticos promedio de Suva | Parámetros climáticos promedio de Suva | Parámetros climáticos promedio de Suva | Parámetros climáticos promedio de Suva | Parámetros climáticos promedio de Suva | Parámetros climáticos promedio de Suva | Parámetros climáticos promedio de Suva | Parámetros climáticos promedio de Suva | Parámetros climáticos promedio de Suva | Parámetros climáticos promedio de Suva |
| Mes                                                                            | Ene.                                   | Feb.                                   | Mar.                                   | Abr.                                   | May.                                   | Jun.                                   | Jul.                                   | Ago.                                   | Sep.                                   | Oct.                                   | Nov.                                   | Dic.                                   | Anual                                  |
| ------------------------------------------------------------------------------ | -------------------------------------- | -------------------------------------- | -------------------------------------- | -------------------------------------- | -------------------------------------- | -------------------------------------- | -------------------------------------- | -------------------------------------- | -------------------------------------- | -------------------------------------- | -------------------------------------- | -------------------------------------- | -------------------------------------- |
| Temp. máx. media (°C)                                                          | 30                                     | 30                                     | 30                                     | 28                                     | 27                                     | 26                                     | 26                                     | 26                                     | 26                                     | 27                                     | 28                                     | 29                                     | 27.8                                   |
| Temp. mín. media (°C)                                                          | 23                                     | 23                                     | 23                                     | 22                                     | 21                                     | 20                                     | 20                                     | 20                                     | 20                                     | 21                                     | 21                                     | 22                                     | 21.3                                   |
| Precipitación total (mm)                                                       | 280                                    | 270                                    | 360                                    | 300                                    | 250                                    | 170                                    | 120                                    | 210                                    | 190                                    | 210                                    | 240                                    | 310                                    | 2910                                   |
| Días de precipitaciones (≥ )                                                   | 16                                     | 16                                     | 17                                     | 16                                     | 15                                     | 13                                     | 11                                     | 14                                     | 15                                     | 15                                     | 16                                     | 17                                     | 181                                    |
| Horas de sol                                                                   | 198                                    | 176                                    | 171                                    | 195                                    | 202                                    | 207                                    | 217                                    | 239                                    | 213                                    | 233                                    | 216                                    | 267                                    | 2534                                   |
| Humedad relativa (%)                                                           | 76                                     | 78                                     | 79                                     | 79                                     | 81                                     | 78                                     | 77                                     | 77                                     | 76                                     | 75                                     | 75                                     | 76                                     | 77.3                                   |
| Fuente: Weatherbase, Climatetemp y Temperature - Weather. (8 de enero de 2012) |                                        |                                        |                                        |                                        |                                        |                                        |                                        |                                        |                                        |                                        |                                        |                                        |                                        |

### Flora y Fauna

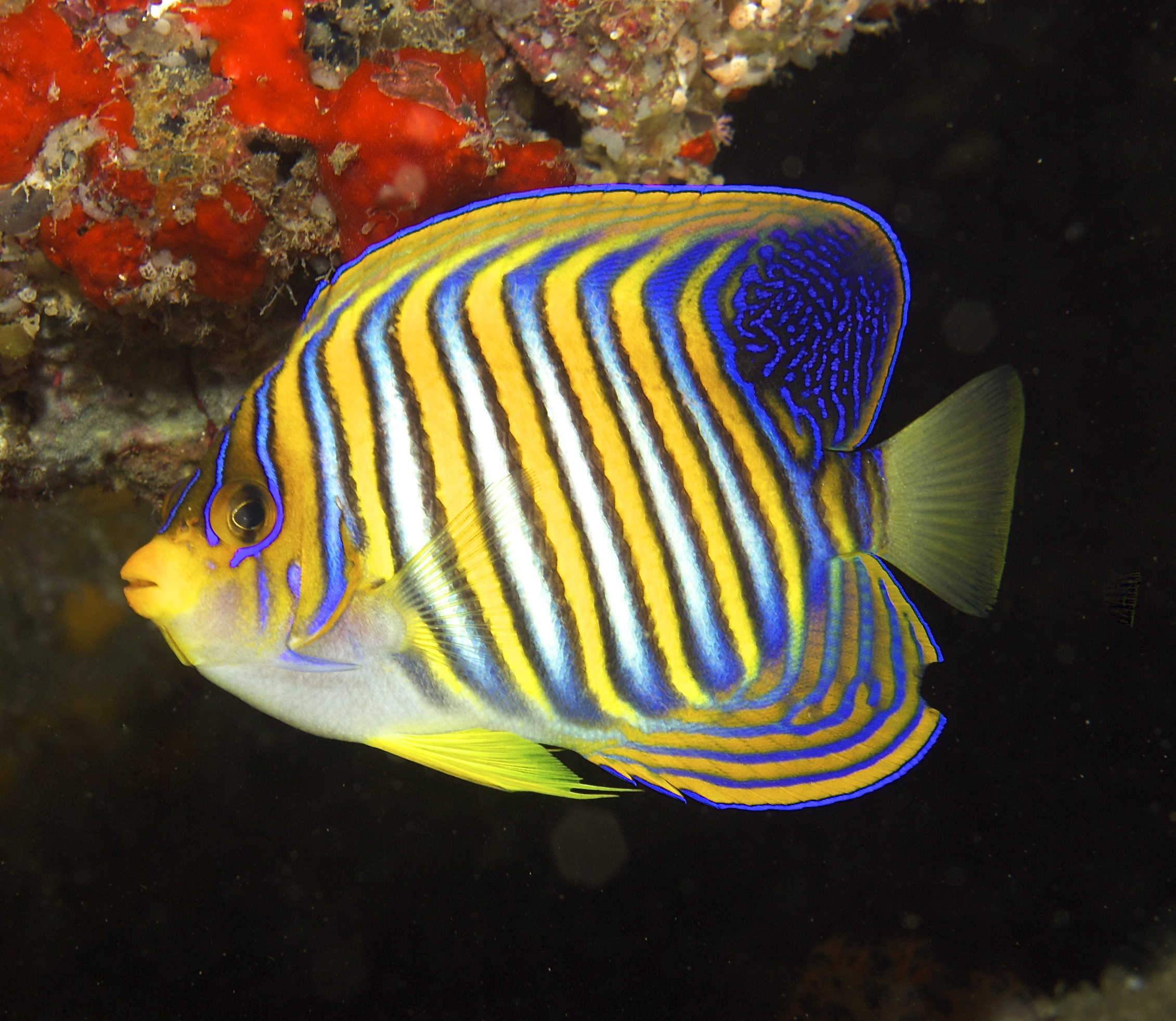
Un Pez Ángel Real o Pygoplites diacanthus en Fiyi

Las costas están cubiertas de manglares, mientras que el interior de las islas más grandes está dominado de forma natural por la selva tropical (en los lados de barlovento) o por formaciones de sabana. Debido a su situación aislada, Fiyi alberga una flora y fauna distintas, compuestas por especies que ellas mismas o sus antepasados pudieron cruzar la inmensidad del océano Pacífico, principalmente desde el oeste. Esto ocurrió bien por sus propios medios (por ejemplo, las aves marinas), bien de forma pasiva, por ejemplo, a la deriva con restos flotantes, o posiblemente en el transcurso de acontecimientos catastróficos como tsunamis o ciclones tropicales.
Las aguas dulces de Fiyi están pobladas por un total de 53 especies de peces de agua dulce y salobre, siendo las familias del gobio y del gobio dormilón las más importantes, con nueve y seis especies respectivamente. Cerca de la costa, en aguas salobres, viven el pez lechoso, tres especies de colas de bandera, cuatro especies de salmonetes y tres especies del género Microphis. Los depredadores son las tres especies de anguilas de río, la morena migratoria de agua dulce Gymnothorax polyuranodon y el barramundi. El hombre ha introducido algunas carpas, como la carpa común, la carpa plateada y la carpa azul, carpas dentadas vivas, como el guppy, el pez espada y el pez mosquito, y tres especies de cíclidos del género Oreochromis

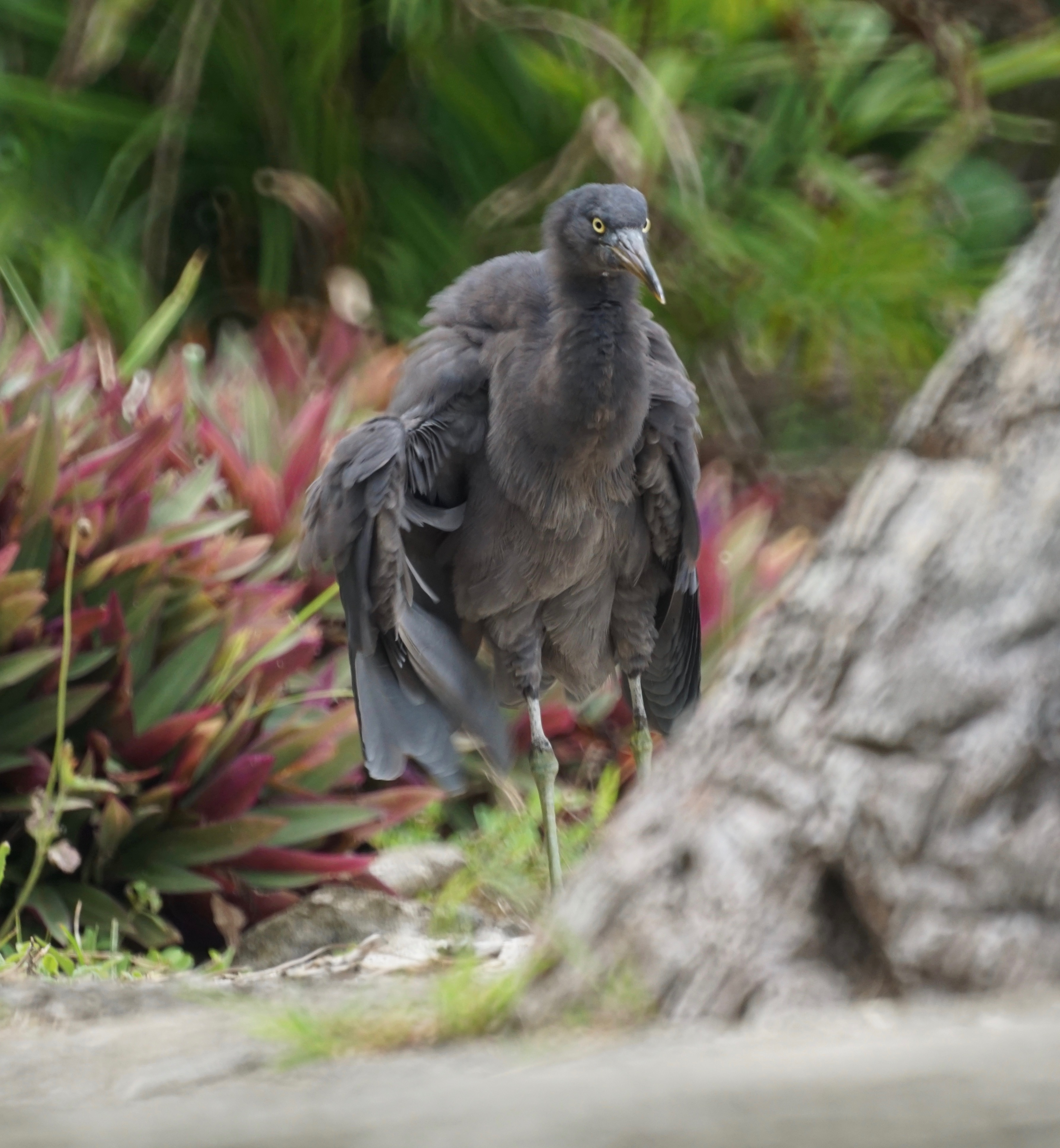
Una Garceta de Arrecife o Egretta sacra una especie de Ave en Fiyi

Hay dos especies de ranas endémicas de las islas: Platymantis vitianus (nombre en inglés: "Fiji Ground Frog") y Platymantis vitiensis (nombre en inglés: "Fiji Tree Frog"). Aparte del sapo Aga, introducido por el hombre, son los únicos anfibios de Fiyi. Ambos presentan desarrollo directo: sus huevos puestos en tierra eclosionan en ranas juveniles completamente desarrolladas, no en renacuajos. Platymantis vitiensis es también una de las pocas especies de ranas del mundo en la que no sólo los machos, sino también las hembras, son capaces de vocalizar. En particular, la rana terrestre Platymantis vitianus, antes nativa de muchas islas de Fiyi, está ahora en grave peligro de extinción. La razón principal es la introducción de mangostas -en este caso probablemente la mangosta menor- con fines de control de ratas. En la actualidad, esta especie de rana sólo se encuentra en islas sin mangostas (Ovalau, Taveuni, Gau, Viwa y una única población en Vanua Levu).
No fue hasta 1979 cuando se descubrió uno de los mayores reptiles del archipiélago y se describió científicamente dos años más tarde: la iguana crestada de Fiyi (Brachylophus vitiensis). Este lagarto verde con "rayas de cebra" blancas, orificios nasales amarillos y una cresta dorsal con puntas de cuernos llega a medir un metro de largo. Sin embargo, está en grave peligro de extinción y sólo se encuentra en unos pocos miles de ejemplares en algunas islas tributarias occidentales como Yadua Taba, Monuriki y Macuata, después de que sus hábitats en otros lugares hayan sido destruidos por incendios, tormentas, conversión del hábitat para la agricultura, cabras asilvestradas y la presión alimentaria de los depredadores abandonados (mangostas, gatos). En total, la fauna de reptiles del archipiélago consta de 36 especies.

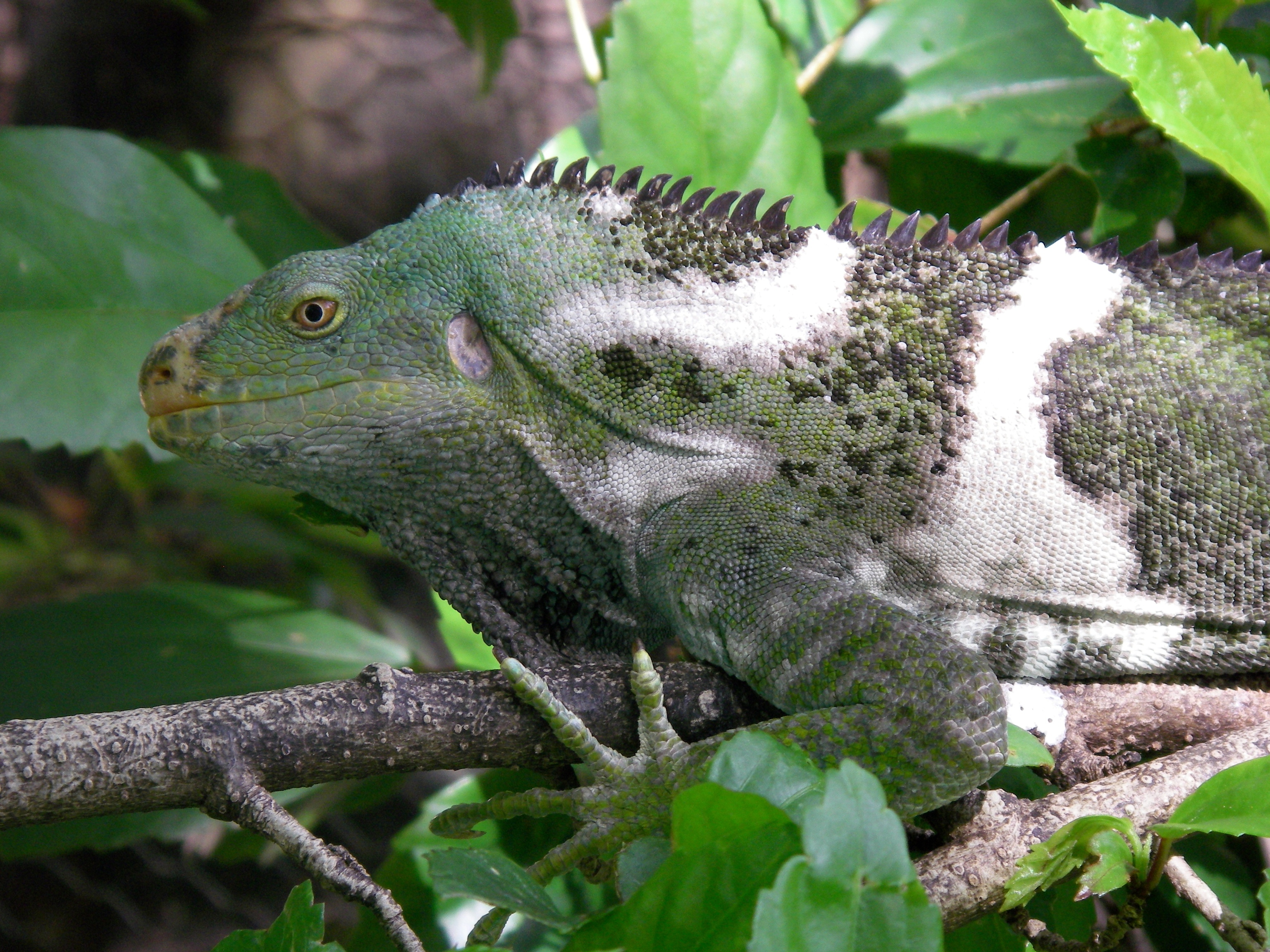
Iguana crestada de Fiyi (Brachylophus vitiensis)

La avifauna de Fiyi incluye unas 150 especies, 23 de las cuales son endémicas. Entre las endémicas figuran el azor de Fiyi (Accipiter rufitorques), las palomas naranja, dorada y esmeralda (Ptilinopus victor, P. luteovirens, P. layardi), así como la paloma frugívora de cola marrón (Ducula latrans), cinco o seis especies de loros de la familia Psittacidae, entre ellos la paloma de patas rojas (Charmosyna amabilis), tres melífagos (Meliphagidae), el abanico de Kandavu (Rhipidura personata), cuatro especies de monarcas (Monarchidae), la curruca rabilarga (Megalurulus rufus) y el saltamontes (Cettia ruficapilla), así como el ojo blanco de Layard (Zosterops explorator) y el pinzón loro de frente negra (Erythrura kleinschmidti). También destaca el petrel de Macgillivray, una especie de ave endémica de Fiyi al borde de la extinción.
Pocos mamíferos han llegado al remoto archipiélago sin ayuda humana. Entre ellos destacan los murciélagos voladores, varias especies autóctonas de Fiyi, como el zorro volador cara de mono (Pteralopex acrodonta), endémico de Taveuni.
La zona marina protegida de Vuata Ono se creó para proteger la flora y la fauna de las aguas del lugar.

## Economía
Fiyi es la 151.ª economía más grande del mundo, con un PIB nominal en 2011 de 3.276 millones de dólares estadounidenses. Su inflación en 2011 estuvo en el 3%, y se espera que siga igual hasta 2015. Es un país con ingresos medios y, debido a la poca presencia internacional, no está clasificado en el Índice de Competitividad Global. El déficit presupuestario fue de 198 millones de dólares, mientras que la balanza de pagos ha crecido notablemente: en 2006 estaba en 58 millones de dólares y en 2007 ascendió a 93 millones. Su industria y minería aportan poco: se extraen plata y cobre, y se fabrican principalmente las manufacturas.
La agricultura cobra gran relevancia en el país, y principalmente se cultiva azúcar, coco, cacao, jengibre, arroz y tabaco. La ganadería también alberga un importante papel; se produce principalmente, la carne de vacuno (de donde obtienen lácteos), de cerdo y de ave de corral. Por esto, Fiyi entró en la Organización Mundial del Comercio el 14 de enero de 1996.

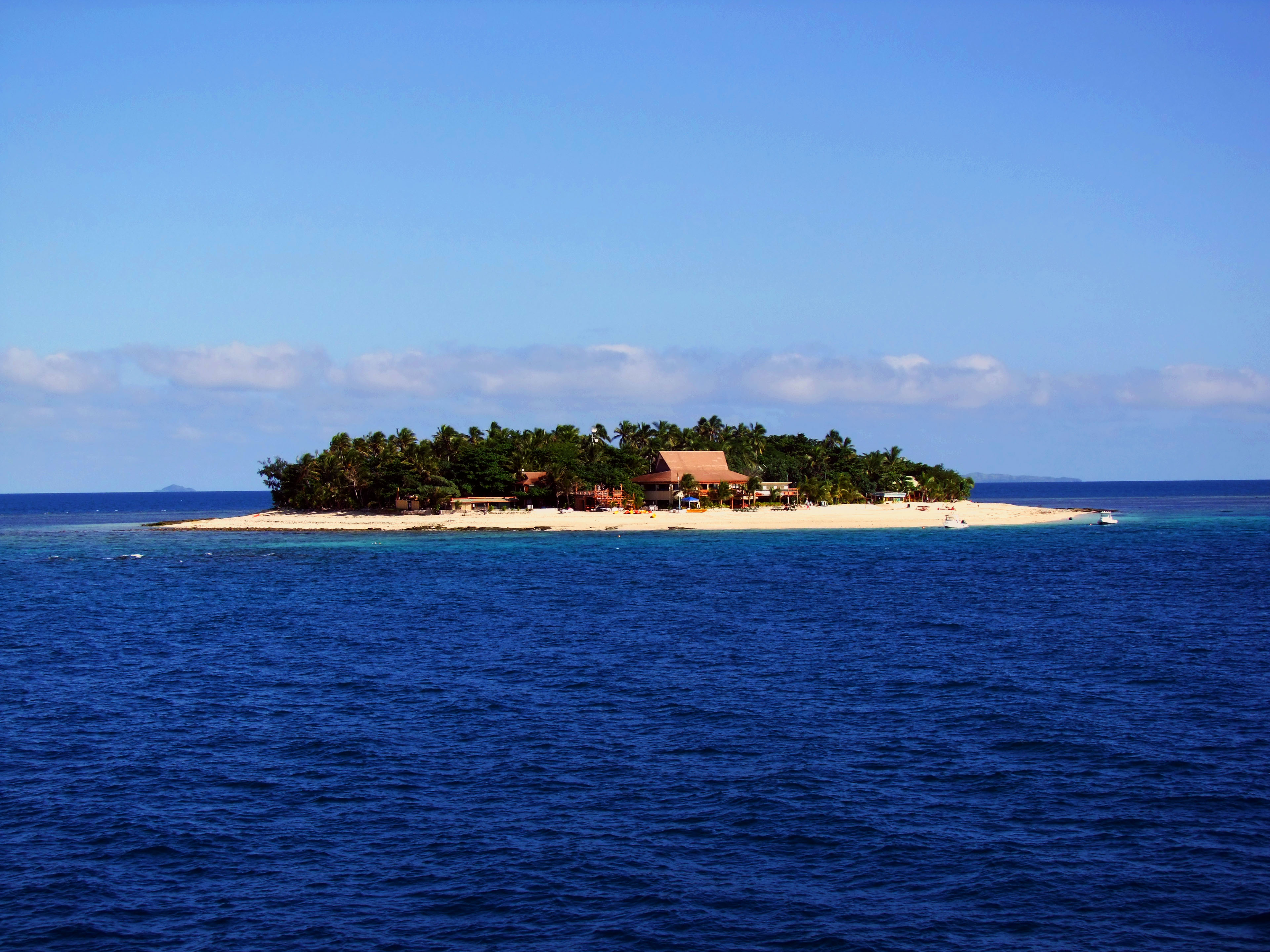
Isla del archipiélago de Mamanuca.

| Exportaciones a | Exportaciones a | Importaciones de | Importaciones de |
| País            | Porcentaje      | País             | Porcentaje       |
| --------------- | --------------- | ---------------- | ---------------- |
| Estados Unidos  | 15,2 %          | Singapur         | 27,3 %           |
| Australia       | 12,1 %          | Australia        | 19,4 %           |
| Reino Unido     | 11,2 %          | Nueva Zelanda    | 15,2 %           |
| Samoa           | 5,4 %           | China            | 6,9 %            |
| Tonga           | 4 %             | India            | 5,2 %            |
| Tailandia       | 4,3 %           | Japón            | 4,4 %            |
| Otros           | 47,7 %          | Otros            | 21,6 %           |

### Turismo
Aunque el sector del turismo representa alrededor del 25 % del PIB, la llegada de turistas internacionales al país ha ido teniendo un crecimiento irregular: en 2008 llegaron unos 585 000 turistas, en 2009 descendió a 542 000 y en 2010 ascendió a los 642 000. Estos principalmente provienen de Australia, Nueva Zelanda o Estados Unidos. La compañía que gestiona este sector es la Oficina de Visitantes de Fiyi.
La mayoría de los turistas permanecen en resorts de la costa oeste de la isla de Viti Levu, atraídos principalmente por el clima caliente, la práctica del buceo y la compra libre de impuestos.

## Infraestructura

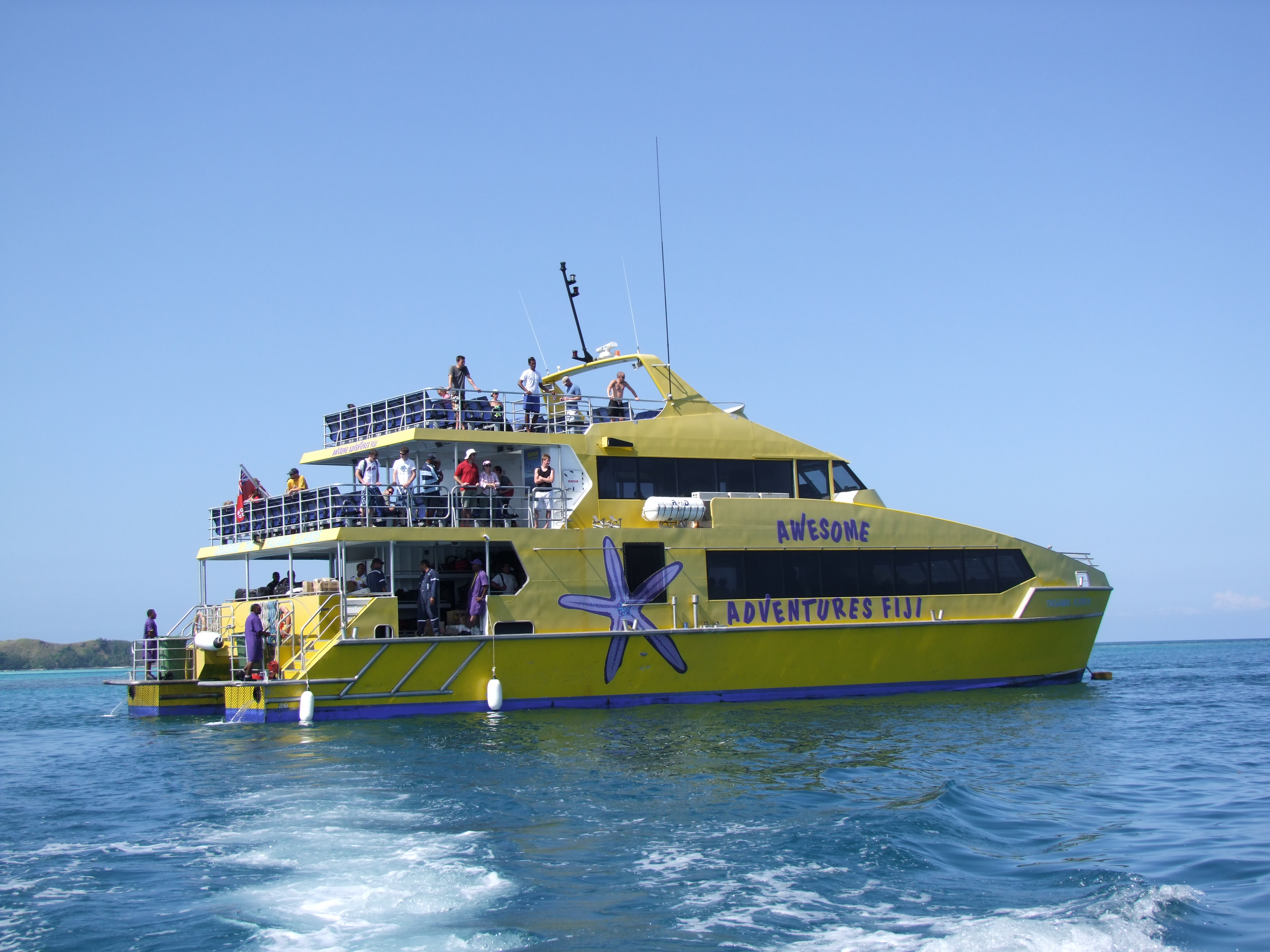
El transbordador Yasawa Flyer conecta Port Denarau, cerca de Nadi, con las islas Yasawa.

### Transporte
El país tiene una red de carreteras de 3440 km de los cuales 1748 no están pavimentadas, y 597 km de vías de ferrocarril.
El aeropuerto internacional de Nadi está situado a 9 kilómetros (5,6 mi) al norte del centro de Nadi y es el mayor centro de operaciones de Fiyi. El aeropuerto internacional de Nausori está a unos 23 kilómetros (14 mi) al noreste del centro de Suva y atiende sobre todo tráfico nacional con vuelos desde Australia y Nueva Zelanda. El principal aeropuerto de la segunda isla más grande, Vanua Levu, es el aeropuerto de Labasa, situado en Waiqele, al suroeste de la ciudad de Labasa.
El avión más grande que se utiliza en el aeropuerto de Labasa es el ATR 72. Airports Fiji Limited (AFL) es responsable de la explotación de 15 aeropuertos públicos en las islas Fiyi. Entre ellos hay dos aeropuertos internacionales: El Aeropuerto Internacional de Nadi, principal puerta de entrada internacional de Fiyi, y el Aeropuerto de Nausori, centro nacional de Fiyi, y 13 aeropuertos de las islas exteriores. La principal aerolínea de Fiyi es Fiji Airways.
Un buque interinsular navega frente a una de las islas del este de Fiyi
Las islas más grandes de Fiyi cuentan con amplias rutas de autobús asequibles y con un servicio constante. Hay paradas de autobús, y en las zonas rurales a menudo simplemente se llama a los autobuses cuando se acercan. Los autobuses son la principal forma de transporte público y de desplazamiento de pasajeros entre las ciudades de las islas principales.
También prestan servicio en los transbordadores entre islas. Las tarifas y rutas de los autobuses están reguladas por la Autoridad de Transporte Terrestre (LTA). Los conductores de autobuses y taxis poseen licencias de servicio público expedidas por la LTA. Los taxis tienen licencia de la LTA y circulan por todo el país. Aparte de los taxis urbanos, hay otros con licencia para prestar servicio en zonas rurales o semirrurales.
Los transbordadores entre islas prestan servicio entre las principales islas de Fiyi, y grandes buques prestan servicios de carga y descarga, como Patterson Brothers Shipping Company LTD, que transporta vehículos y grandes cantidades de carga entre la isla principal de Viti Levu y Vanua Levu, y otras islas más pequeñas.

### Telecomunicaciones
Hay 137 000 líneas telefónicas normales, 1 millón de líneas telefónicas celulares, 17 088 servidores de internet y 114 200 usuarios de este. El código de llamada es el 679, mientras que el dominio de internet es .fj. Para la expansión de información, hay cuatro empresas de periódicos, tres canales de televisión, dieciocho emisoras de radio y una web de noticias.

## Demografía

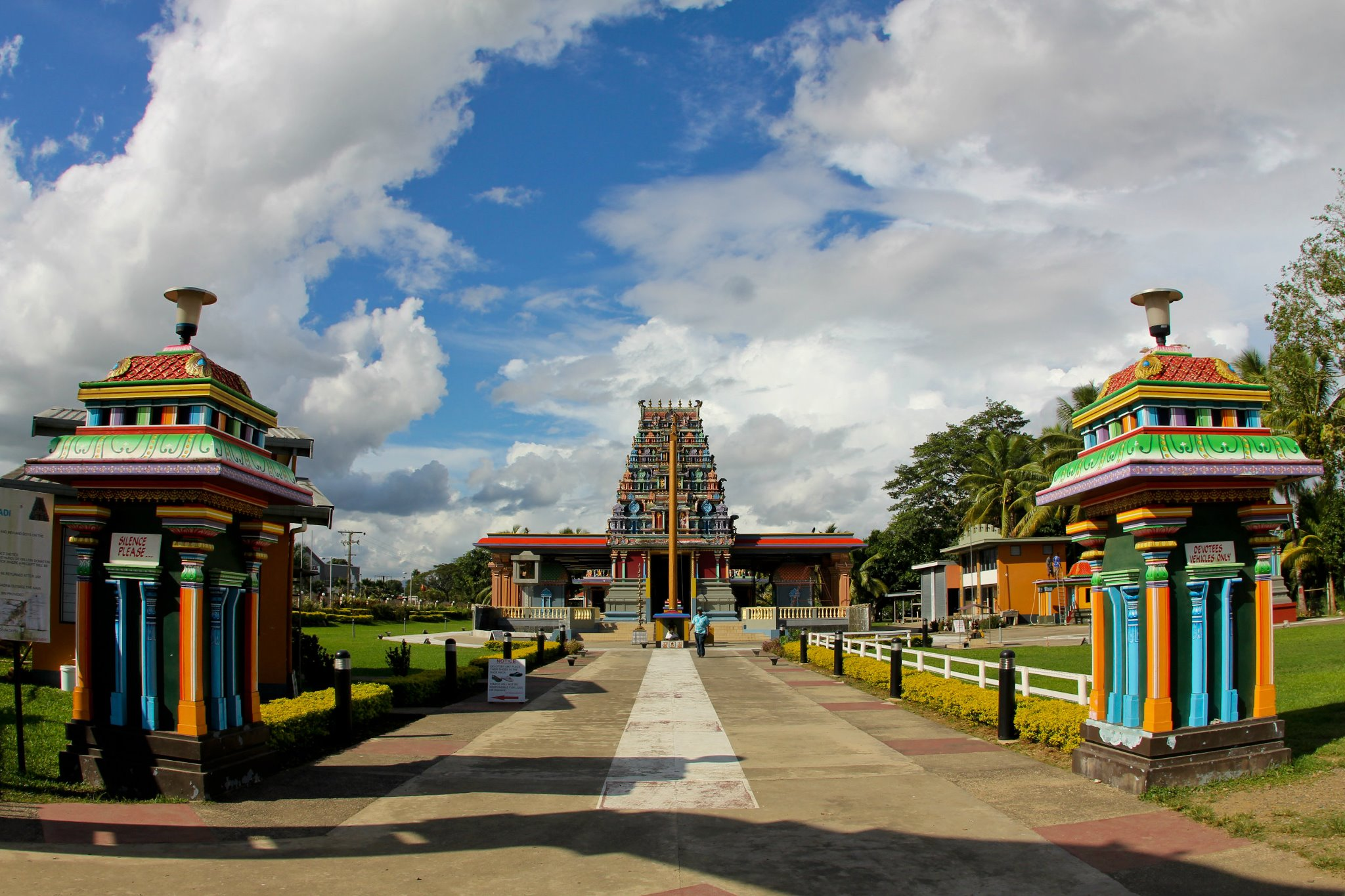
El templo hindú Sri Siva Subramaniya en Nadi.

En 1900 la población fue de 120 100 habitantes y en 1950 ascendió a 294 000 habitantes. Para 2007, según la Oficina Nacional de Estadísticas, la población fue de 837 271 habitantes. Según el Programa de las Naciones Unidas para el Desarrollo, el Índice de desarrollo humano es medio, concretamente de 0,688. En 2006, alrededor del 20 % de la población vívía por debajo de la Línea Internacional de Pobreza, establecido en 1,25 dólares por día. Además, en 2011, el 28,9 % de la población eran menores de 14 años, el 65,9 % eran de 15 a 64 años y el otro 5,2 % eran mayores de 65 años.

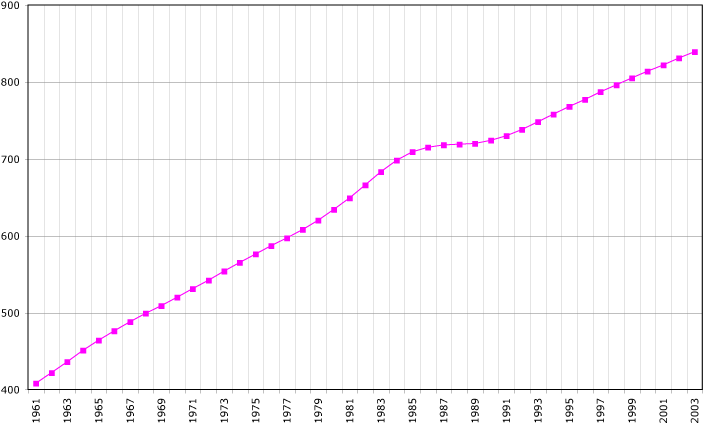
Crecimiento poblacional (1961-2003).

En el país se hablan tres idiomas, y todos son oficiales: el inglés, el fiyiano y el hindi fiyiano. Hay una minoría, sobre todo en la isla de Rotuma, que habla rotumano. También hay pocos grupos étnicos: el 57,3 % son indígenas fiyianos, el 37,6 % son indios, un 1,2 % son de etnia rotumana, y el 3,9 % restantes son otras etnias menores. En cuanto a la religión, el 55,4 % son protestantes, el 27,9 % son hindúes, el 9,1 % son católicos, el 6,3 % son musulmanes, el 0,7 % son ateos y el 0,6 % restantes son religiones tradicionales menores.
Las relaciones entre indígenas fiyianos e indios han sido tradicionalmente muy tensas, y han sido el motivo de la inestabilidad política que ha padecido el país a lo largo de su historia.

### Grupos étnicos

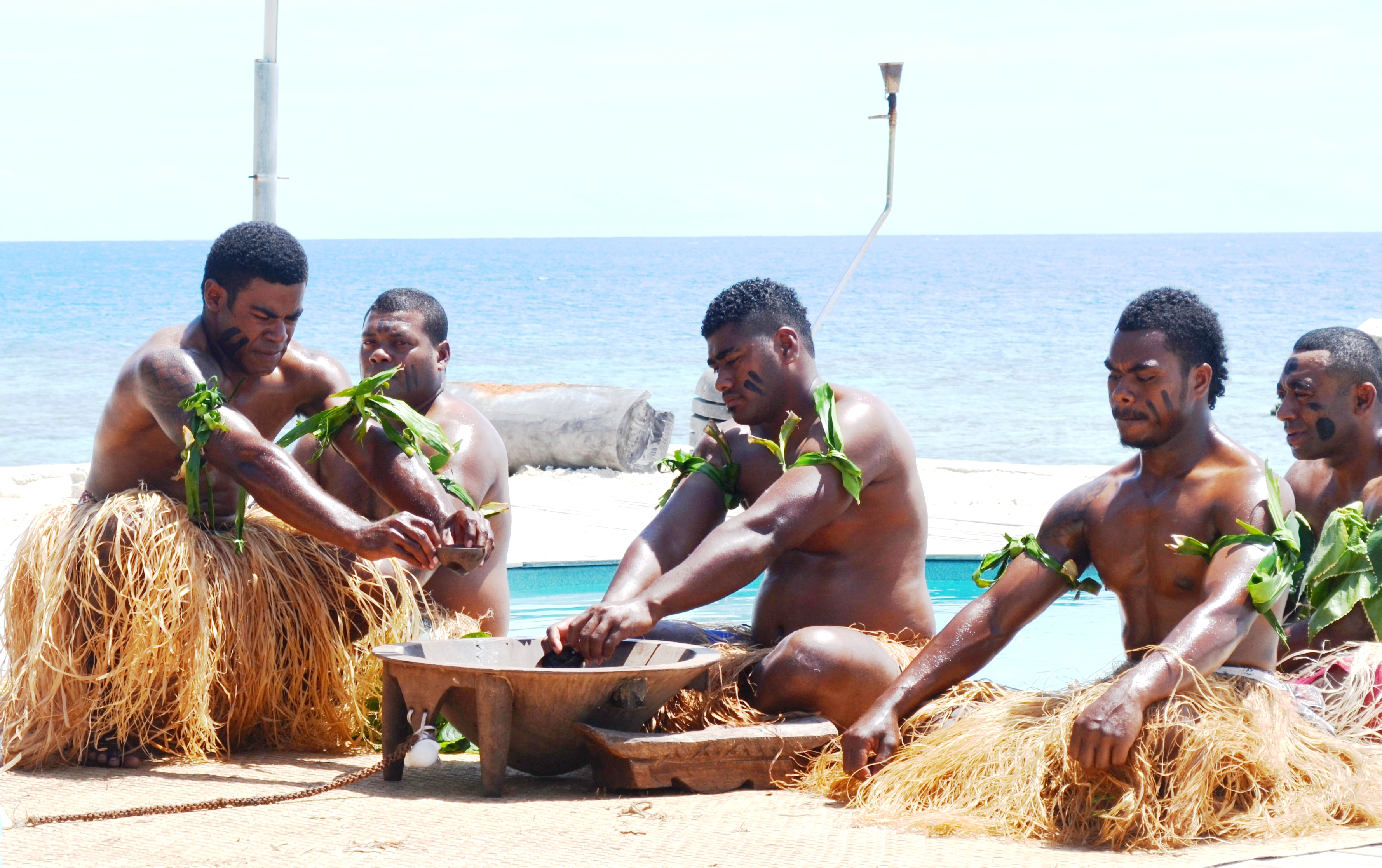
Ceremonia Kava de las Islas Fiyi

La población de Fiyi está compuesta principalmente por fiyianos nativos, que son melanesios (54,3%), aunque muchos también tienen ascendencia polinesia; e indofiyianos (38,1%), descendientes de trabajadores indios contratados y traídos a las islas por las potencias coloniales británicas en el siglo XIX. El porcentaje de población de ascendencia indofiyiana ha disminuido considerablemente en las dos últimas décadas debido a la emigración por diversos motivos. Los indofiyianos sufrieron represalias durante un tiempo tras el golpe de 2000.
Las relaciones entre los fiyianos étnicos y los indofiyianos en el ámbito político han sido a menudo tensas, y la tensión entre ambas comunidades ha dominado la política de las islas durante la última generación. El nivel de tensión política varía entre las distintas regiones del país.
Alrededor del 1,2% de la población es rotumana: nativos de la isla de Rotuma, cuya cultura tiene más en común con países como Tonga o Samoa que con el resto de Fiyi. También hay grupos pequeños pero económicamente significativos de europeos, chinos y otras minorías de las islas del Pacífico. El número de miembros de otros grupos étnicos ronda el 4,5%. 3.000 personas, es decir, el 0,3% de los habitantes de Fiyi, proceden de Australia.
El concepto de familia y comunidad es de gran importancia para la cultura fiyiana. En las comunidades indígenas, muchos miembros de la familia extensa adoptan títulos y funciones particulares de tutores directos. El parentesco se determina a través del linaje de un niño con un líder espiritual concreto, de modo que un clan se basa en lazos tradicionales consuetudinarios en contraposición a vínculos biológicos reales. Estos clanes, basados en el líder espiritual, se conocen como matangali. Dentro del matangali hay una serie de colectivos más pequeños, conocidos como mbito. La descendencia es patrilineal, y todo el estatus se deriva del lado del padre.

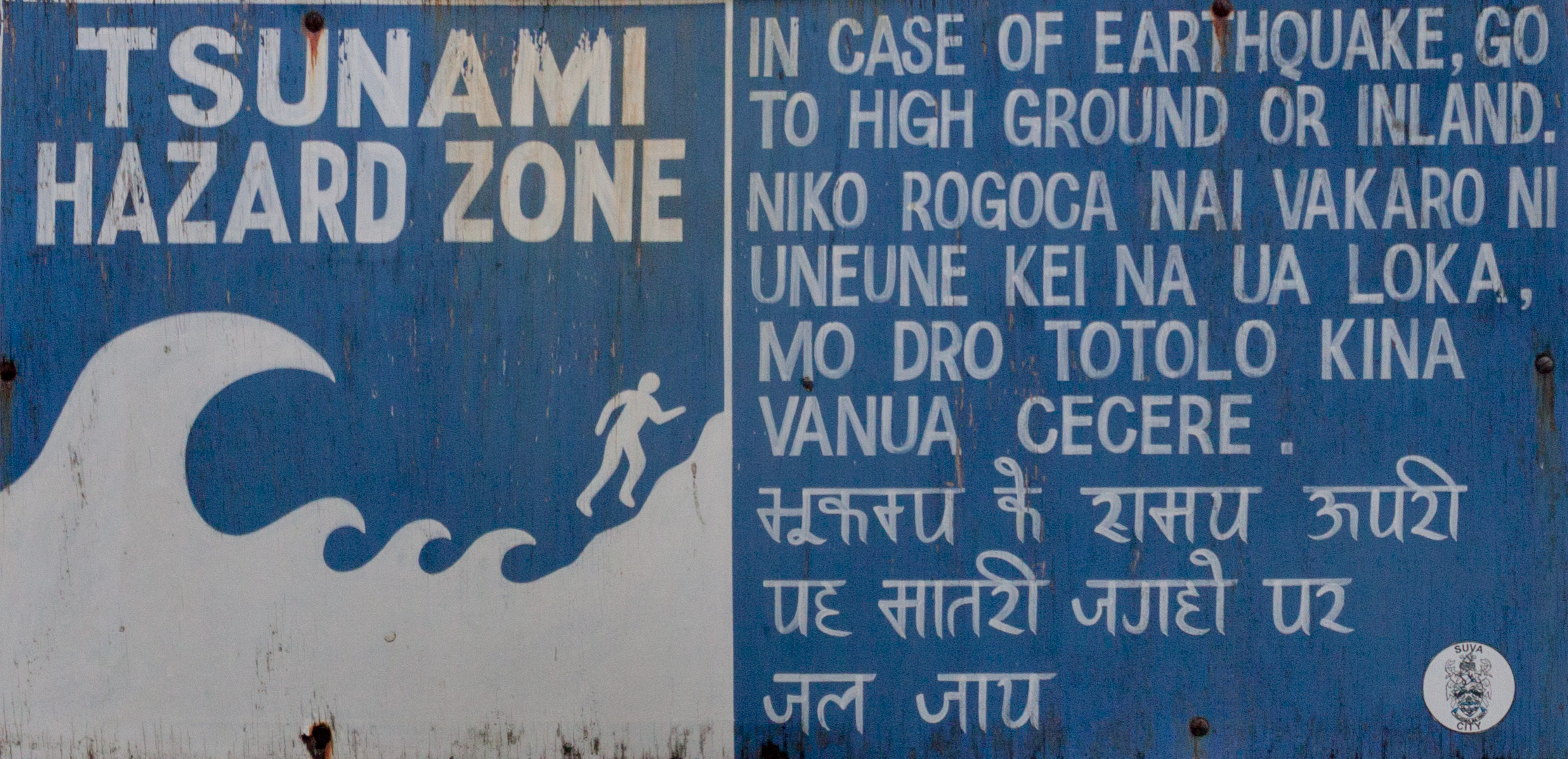
Un cartel en Fiyi escrito en inglés, fiyiano e hindi fiyiano

### Idiomas
Fiyi tiene tres lenguas oficiales según la Constitución de 1997 (y no revocadas por la de 2013): Inglés, fiyiano (iTaukei) e hindi fiyiano. El fiyiano es una lengua austronesia de la familia malayo-polinesia hablada en Fiyi. Tiene 350.000 hablantes nativos, y otros 200.000 lo hablan como segunda lengua.
Hay muchos dialectos de la lengua en las islas Fiyi, que pueden clasificarse en dos grandes ramas: oriental y occidental. En la década de 1840, los misioneros eligieron un dialecto oriental, el habla de la isla de Bau, como estándar escrito de la lengua fiyiana. En la isla de Bau vivía Seru Epenisa Cakobau, el jefe que acabó convirtiéndose en el autoproclamado rey de Fiyi.
El fiyiano estándar se basa en el habla de Bau, que es una lengua fiyiana oriental. Muchos indofiyianos y chinos de las islas utilizan una forma pidginizada, mientras que el indostaní pidgin lo emplean muchos fiyianos y chinos de etnia rural en las zonas dominadas por los indofiyianos.
El hindi fiyiano, también conocido como baat fiyiano o indostaní fiyiano, es la lengua hablada por la mayoría de los ciudadanos fiyianos de ascendencia india. Deriva principalmente de las variedades awadhi y bhojpuri del hindi. También ha tomado prestadas un gran número de palabras del fiyiano y del inglés. La relación entre el hindi de Fiyi y el hindi estándar es similar a la que existe entre el afrikáans y el neerlandés. Al principio, los trabajadores indios llegaron a Fiyi procedentes principalmente de distritos del este de Uttar Pradesh, Bihar, la frontera noroeste y el sur de la India, como Andhra y Tamil Nadu. Hablaban numerosos dialectos e idiomas, principalmente hindi, en función de su distrito de origen.

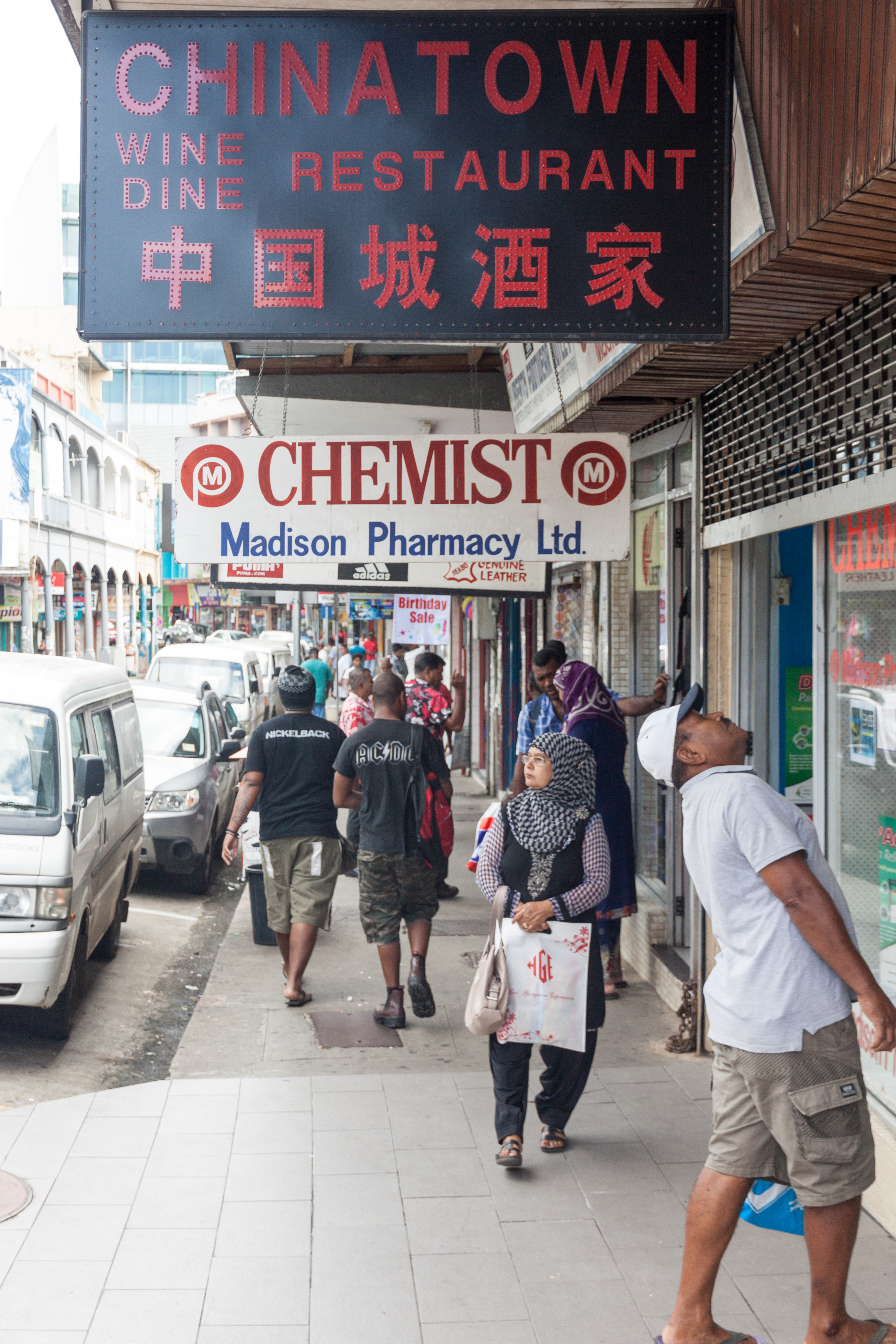
Un cartel en Fiyi escrito en inglés y chino mandarín

El hindi fiyiano también lo entienden e incluso lo hablan los fiyianos autóctonos de las zonas de Fiyi donde hay grandes comunidades indofiyianas. Los fiyianos de etnia rural y los chinos de las islas utilizan una forma pidgin de la lengua, mientras que los indofiyianos hablan fiyiano pidgin.
Tras la reciente agitación política en Fiyi, muchos indofiyianos han emigrado a Australia, Nueva Zelanda, Canadá y Estados Unidos, donde han mantenido en gran medida su cultura, lengua y religión tradicionales.
Algunos escritores han empezado a utilizar el hindi de Fiyi, hasta hace muy poco sólo una lengua hablada, como lengua literaria. La Biblia se ha traducido al hindi de Fiyi, y la Universidad del Pacífico Sur ha empezado a impartir cursos de esta lengua. Suele escribirse en alfabeto latino, aunque también se ha utilizado el devanāgarī.
También se ha producido una película en hindi de Fiyi que describe la vida indofiyiana y está basada en una obra del dramaturgo local Raymond Pillai.
El inglés, vestigio de la dominación colonial británica sobre las islas, fue la única lengua oficial hasta 1997 y se utiliza ampliamente en el gobierno, los negocios y la educación como lengua franca.

### Educación
La primera etapa de la educación es la educación preescolar que dura los tres primeros años de la vida del niño y no es obligatoria; esta promueve la educación en la salud, el desarrollo y el cuidado. A continuación llega la educación primaria (o intermedia), sí es obligatoria y dura otros ocho años; esta a partir del segundo grado se pasa al primer ciclo y después a la educación primaria superior. Después llega la educación secundaria que dura siete años, y es la última etapa obligatoria de la educación; al final de ella se presentan a un examen final para evaluar los contenidos aprendidos, y si lo aprueban conseguirán el Fiji Junior Certificate; en caso contrario se repetirá curso. Después y finalmente, se va a la universidad, que en el país hay tres y destacando la Universidad del Pacífico Sur, o a institutos de educación superior para especializarse en la materia deseada.

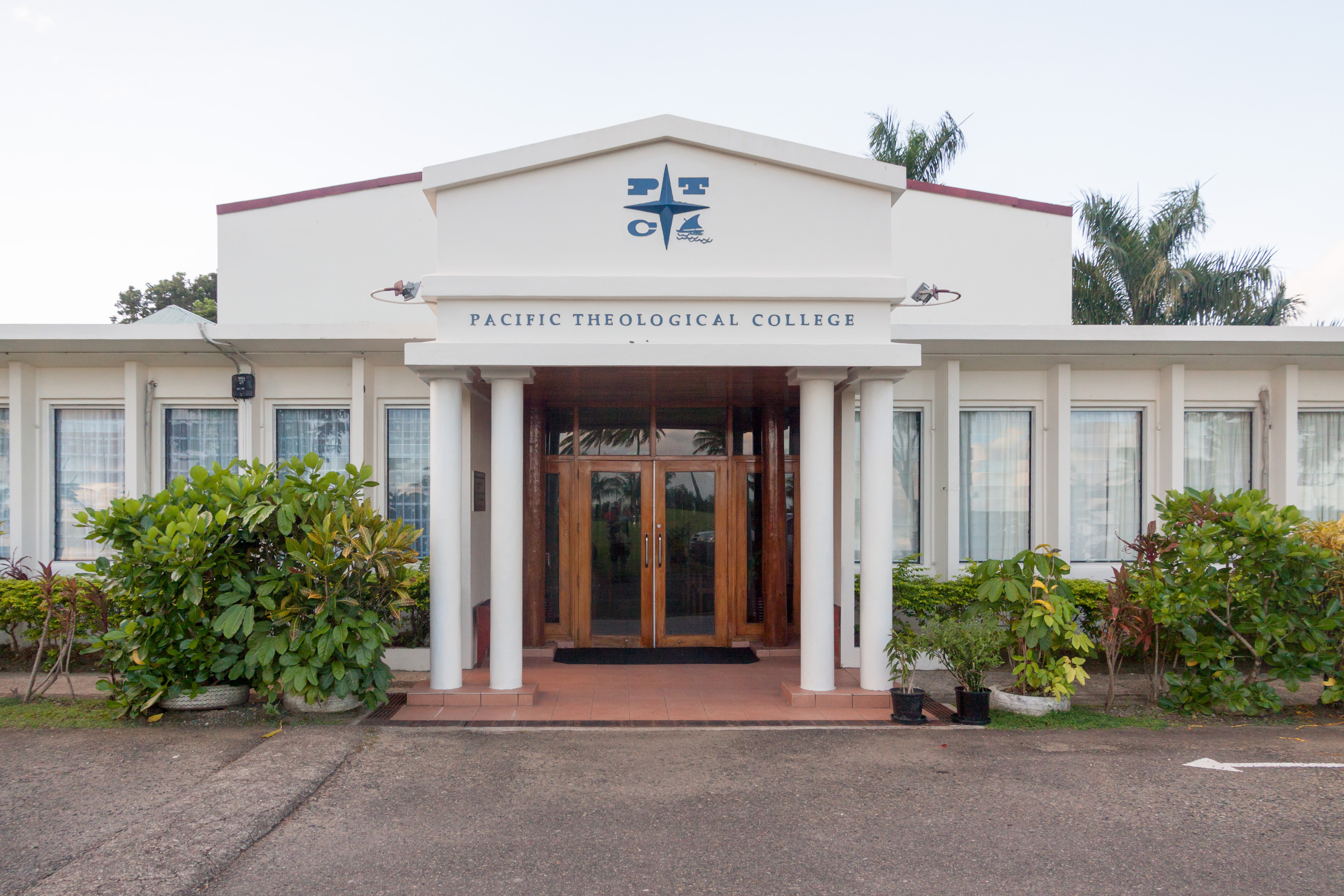
Colegio Teológico del Pacífico (Pacific Theological College)

En Fiyi, el papel del gobierno en la educación es proporcionar un entorno en el que los niños desarrollen todo su potencial, y la escuela es gratuita de los 6 a los 14 años. El sistema de enseñanza primaria consta de ocho años de escolarización y a él asisten niños de 6 a 14 años. Una vez finalizada la enseñanza primaria, se expide un certificado y el alumno puede presentarse a los exámenes de secundaria.
La educación secundaria puede continuar durante un total de cinco años tras el examen de acceso. Los alumnos abandonan los estudios después de tres años con un certificado de fin de estudios de Fiyi, o permanecen para completar los dos últimos años y acceder a la educación terciaria.
La entrada en el sistema de educación secundaria, que dura un total de cinco años, se determina mediante un examen competitivo. Los alumnos que aprueban el examen siguen un curso de tres años que les permite obtener el Fiji School Leaving Certificate y la oportunidad de cursar el segundo ciclo de secundaria. Al final de este nivel, pueden presentarse al examen Form VII, que abarca cuatro o cinco asignaturas. La superación de este proceso permite a los alumnos acceder a la enseñanza superior.
La Universidad del Pacífico Sur, llamada la encrucijada del Pacífico Sur porque atiende a diez territorios anglófonos del Pacífico Sur, es el principal proveedor de enseñanza superior. Para acceder a la universidad se requiere el título de enseñanza secundaria, y todos los estudiantes deben cursar un año de estudios básicos en la universidad, independientemente de su especialidad. La financiación de la universidad procede de las tasas escolares, fondos del gobierno de Fiyi y otros territorios, y ayudas de Australia, Nueva Zelanda, Canadá y el Reino Unido. 

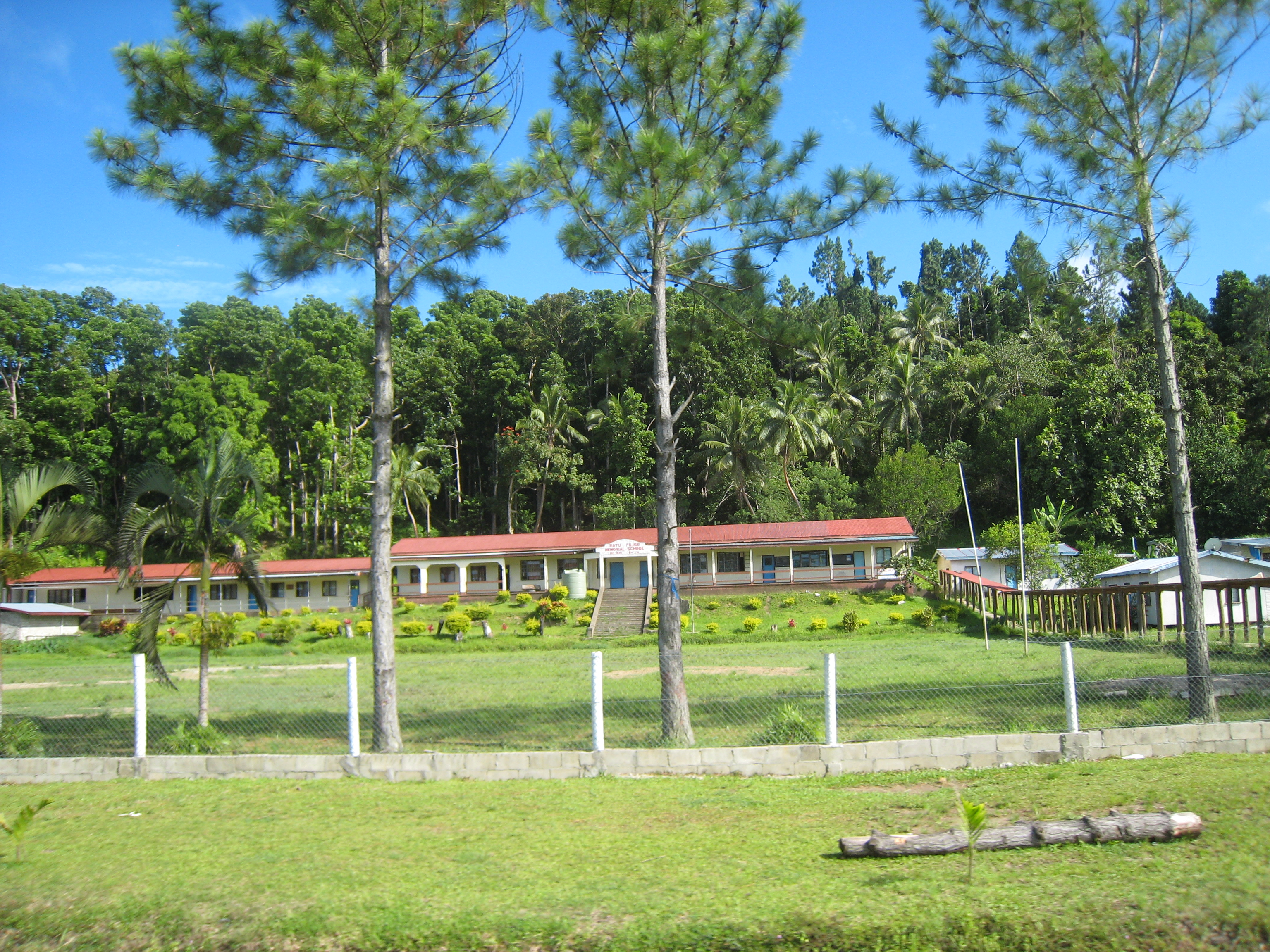
Una escuela en Namatakula. Fiyi

Además de la universidad, Fiyi cuenta con escuelas de magisterio, medicina, tecnología y agricultura. Los maestros de primaria reciben formación durante dos años, mientras que los de secundaria lo hacen durante tres; luego tienen la opción de recibir un diploma en educación o estudiar una licenciatura en letras o ciencias y continuar un año más para obtener un certificado de posgrado en educación.
La Escuela Politécnica de Fiyi ofrece formación en diversos oficios, cursos de aprendizaje y otros cursos que conducen a diplomas en ingeniería, hostelería y estudios empresariales. Algunas de las ofertas de cursos también pueden conducir a varios exámenes del Instituto City and Guilds de Londres.

Además del sistema educativo tradicional, Fiyi también ofrece la oportunidad de obtener una educación a través de la enseñanza a distancia. El Servicio de Extensión Universitaria dispone de centros y una red de terminales en la mayoría de las zonas regionales. Los estudiantes que siguen cursos sin créditos no necesitan ninguna titulación oficial. Sin embargo, los estudiantes que se matriculan en los cursos con créditos pueden obtener el título o certificado correspondiente al finalizar con éxito sus estudios a través de los servicios de extensión.

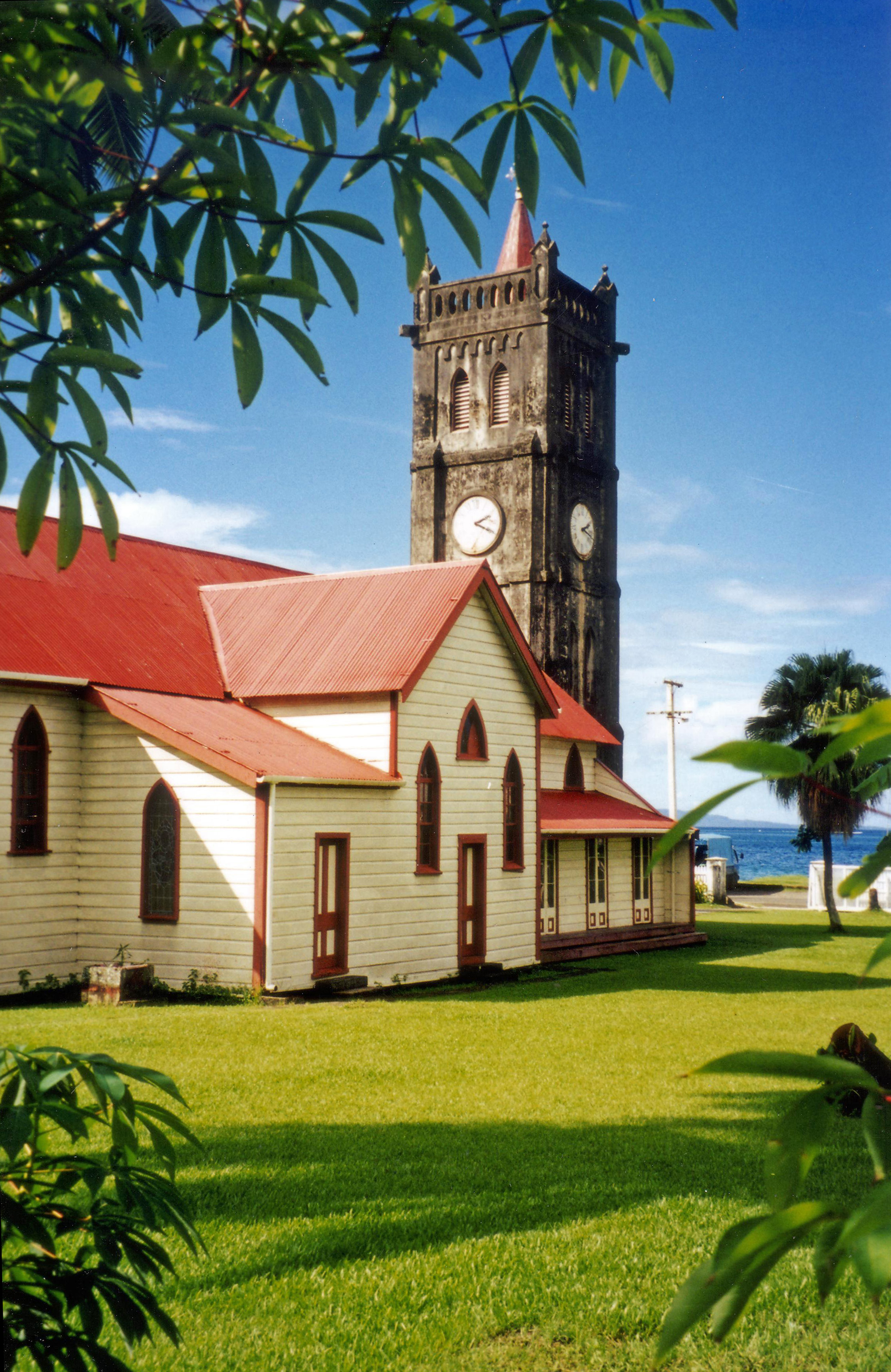
Iglesia católica del Sagrado Corazón en Levuka, Fiyi

### Religión
Según el censo de 2007, el 64,4% de la población se declaró cristiana, mientras que el 27,9% era hindú, el 6,3% musulmana, el 0,8% no religiosa, el 0,3% sij y el 0,3% restante pertenecía a otras religiones. Entre los cristianos, el 54% se declararon metodistas, seguidos del 14,2% católicos, el 8,9% de las Asambleas de Dios, el 6,0% adventistas del séptimo día, el 1,2% anglicanos y el 16,1% restante pertenecía a otras confesiones.
La mayor confesión cristiana es la Iglesia Metodista de Fiyi y Rotuma. Con un 34,6% de la población (incluidos casi dos tercios de los fiyianos étnicos), la proporción de la población que se adhiere al metodismo es mayor en Fiyi que en cualquier otra nación. Los católicos de Fiyi están dirigidos por la archidiócesis metropolitana de Suva, cuya provincia también incluye las diócesis de Rarotonga (en las islas Cook, para aquellas y Niue, ambos países asociados a Nueva Zelanda) y Tarawa y Nauru (con sede en Tarawa, en Kiribati, también para Nauru) y la Misión sui iuris de Tokelau (territorio dependiente de Nueva Zelanda).

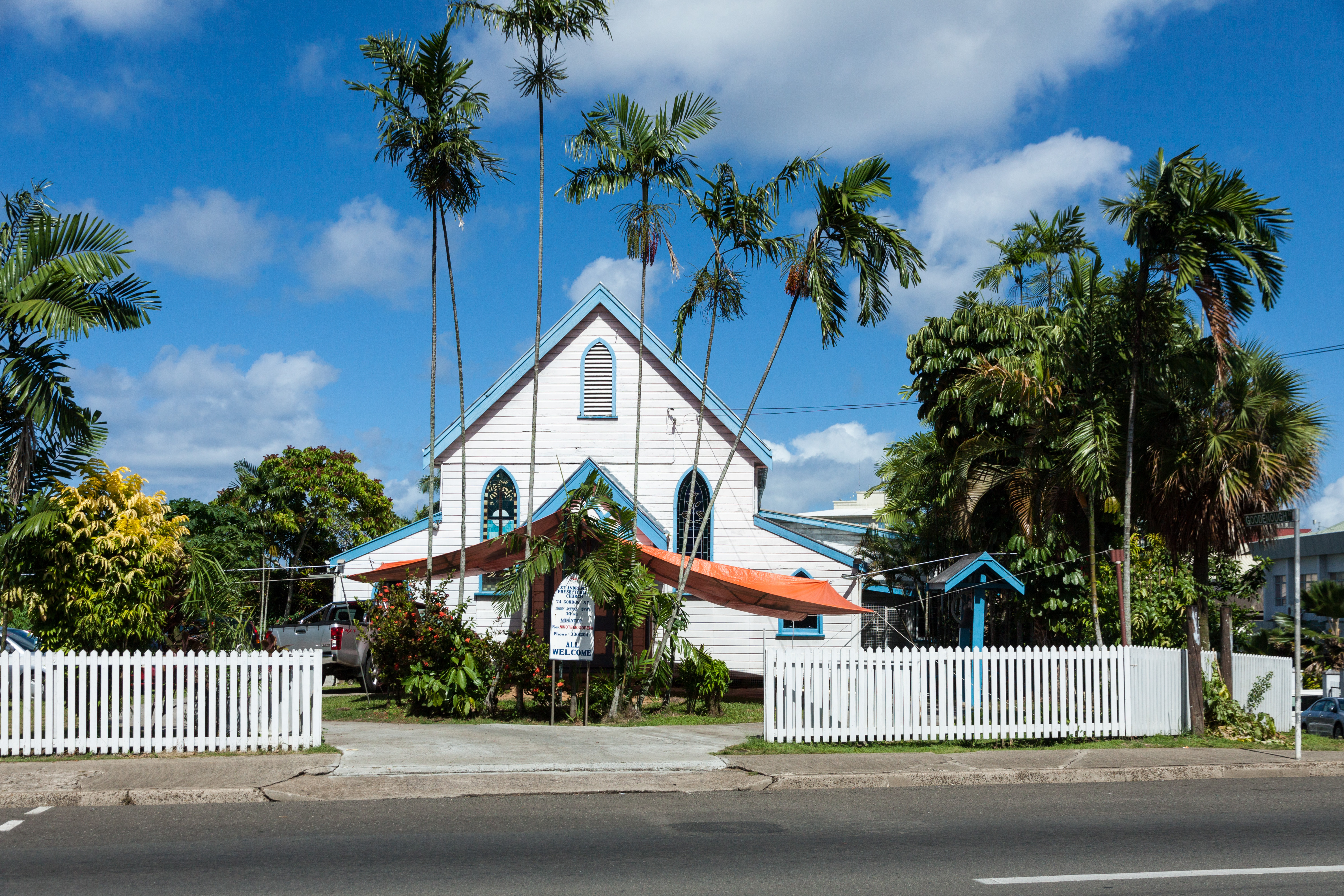
La Iglesia Presbiteriana de San Andrés en Suva

Las Asambleas de Dios y la Iglesia Adventista del Séptimo Día están también representadas. Fiyi es la sede de la diócesis anglicana de Polinesia (parte de la Iglesia Anglicana en Aotearoa, Nueva Zelanda y Polinesia). Estas y otras confesiones cuentan con un pequeño número de miembros indofiyianos; los cristianos de todo tipo representaban el 6,1% de la población indofiyiana en el censo de 1996. Los hindúes de Fiyi pertenecen en su mayoría al grupo sanatan (74,3% de todos los hindúes) o no están especificados (22%). Los musulmanes de Fiyi son mayoritariamente suníes (96,4%).
Antes de la llegada de los colonizadores Fiyi tenía diversidad de creencias locales que hoy son casi inexistentes, los principales dioses eran honrados en el Bure Kalou o templo. Cada aldea tenía su Bure Kalou y su sacerdote (Bete). Las aldeas que desempeñaban un papel fundamental en los asuntos de los Vanua tenían varios Bure Kalou.
El Bure Kalou se construía sobre unos altos cimientos de roca elevada que se asemejaban a una tosca base piramidal y se distinguía de los demás bures por su alto tejado, que formaba una pirámide alargada. En su interior, una tira de tela masi blanca colgaba de las vigas superiores hasta el suelo como conducto del dios. Más ofrendas permanentes colgaban alrededor de la pared interior. En el exterior del Bure Kalou se cultivaban plantas con aromas agradables que facilitaban el contacto espiritual y la meditación. Muchos de los dioses no eran famosos por su simpatía hacia el hombre ni por su naturaleza amorosa, sino porque eran seres de fuerza y habilidades sobrenaturales que se preocupaban poco por los asuntos del hombre.
El primero y más importante de los kalou-vu era Degei, dios de Rakiraki, pero conocido en la mayor parte de las islas Fiyi, excepto en las islas orientales del grupo Lau. Se creía que era el origen de todas las tribus de Fiyi y que su poder era superior al de la mayoría, si no todos, los demás dioses. A menudo se le representaba como una serpiente, o como mitad serpiente y mitad piedra.

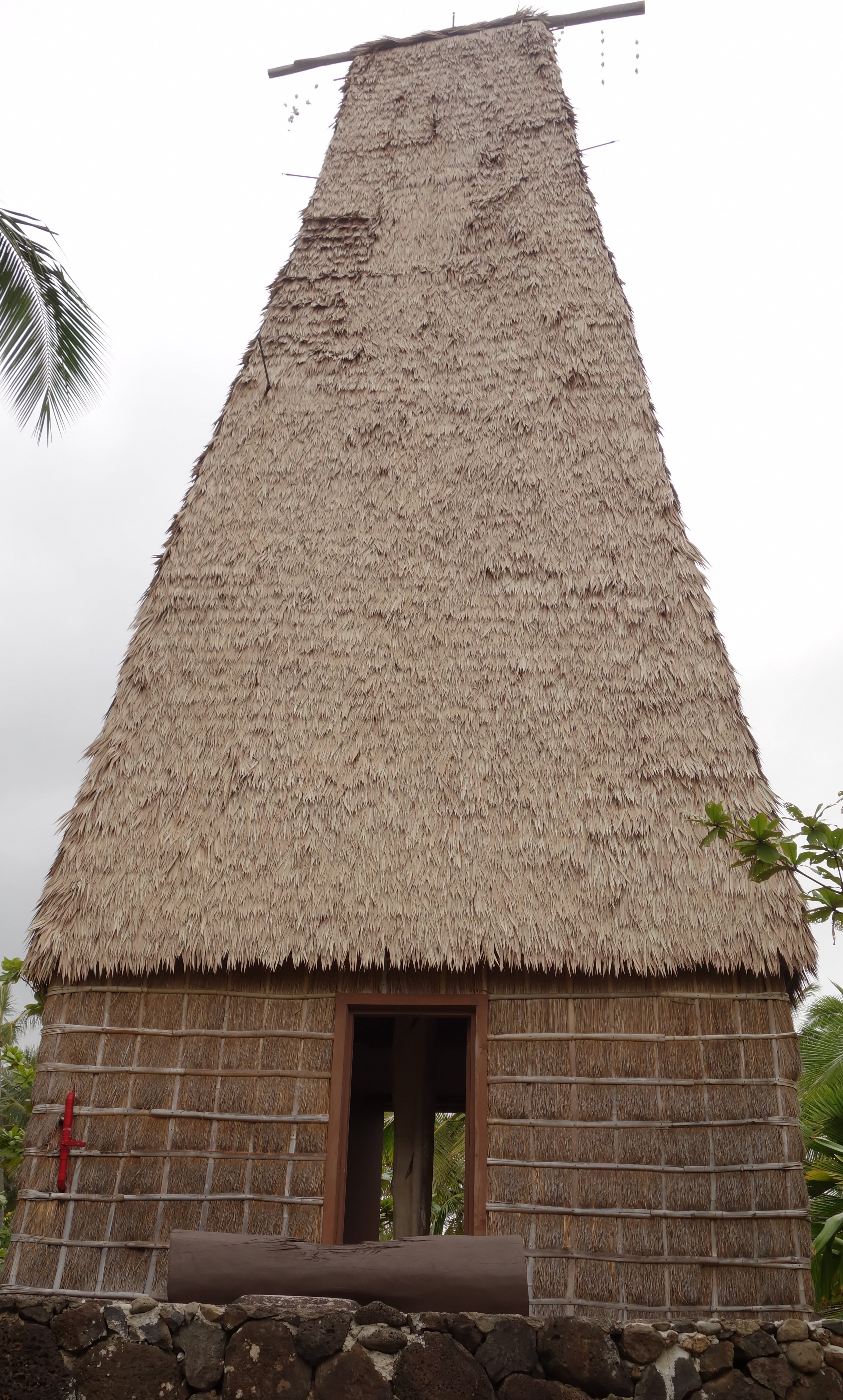
Un bure kalou, un edificio religioso precolonial de Fiyi

| Religión/ Denominación      | 1996   | 1996 % | 2007   | 2007 % |
| --------------------------- | ------ | ------ | ------ | ------ |
| Anglicanos                  | 6325   | 0.8%   | 6319   | 0.8%   |
| Asamblea de dios            | 31072  | 4.0%   | 47791  | 5.7%   |
| Iglesia Católica            | 69320  | 8.9%   | 76465  | 9.1%   |
| Metodismo                   | 280628 | 36.2%  | 289990 | 34.6%  |
| Adventistas del Séptimo Día | 22187  | 2.9%   | 32316  | 3.9%   |
| Otros cristianos            | 39950  | 5.2%   | 86672  | 10.4%  |
| Hindúes                     | 261097 | 33.7%  | 233414 | 27.9%  |
| Sikh                        | 3067   | 0.4%   | 2540   | 0.3%   |
| Musulmanes                  | 54323  | 7.0%   | 52505  | 6.3%   |
| Otra Religión               | 1967   | 0.3%   | 2181   | 0.3%   |
| Sin Religión                | 5132   | 0.7%   | 7078   | 0.8%   |
| Total Cristianos            | 449482 | 58.0%  | 539553 | 64.4%  |
| Total                       | 775068 | 100%   | 837271 | 100%   |

### Sanidad
La esperanza de vida es de entre 63 y 70 años y la probabilidad de morir antes de los 5 años por cada 1000 nacidos vivos es de 18. Según estadísticas del año 2009, el gasto en la salud por habitante era de 165 dólares y en el gobierno el 3,6 % de su PIB. La tasa de fumadores en 2006 fue para los hombres un 21,8 % y para las mujeres un 3,6 %, siendo en 2008 la tasa de obesidad para personas mayores de 20 años en los hombres de 21,3 % y para las mujeres un 42,2 % La tasa de natalidad es de 21 nacidos por cada 1000 personas, mientras que la tasa de mortalidad es de siete muertos por cada 1000 personas, lo cual hace un crecimiento positivo de la población.

### Ciencia y tecnología
Fiyi es el único país insular en desarrollo del Pacífico que dispone de datos recientes sobre el gasto interior bruto en investigación y desarrollo (GERD), a excepción de Papúa Nueva Guinea. La Oficina Nacional de Estadística cita un ratio GERD/PIB del 0,15% en 2012. La inversión pública en investigación y desarrollo tiende a favorecer la agricultura. En 2007, la agricultura y la producción primaria representaban algo menos de la mitad del gasto público en I+D, según la Oficina Nacional de Estadística de Fiyi. Este porcentaje había aumentado hasta casi el 60% en 2012. 

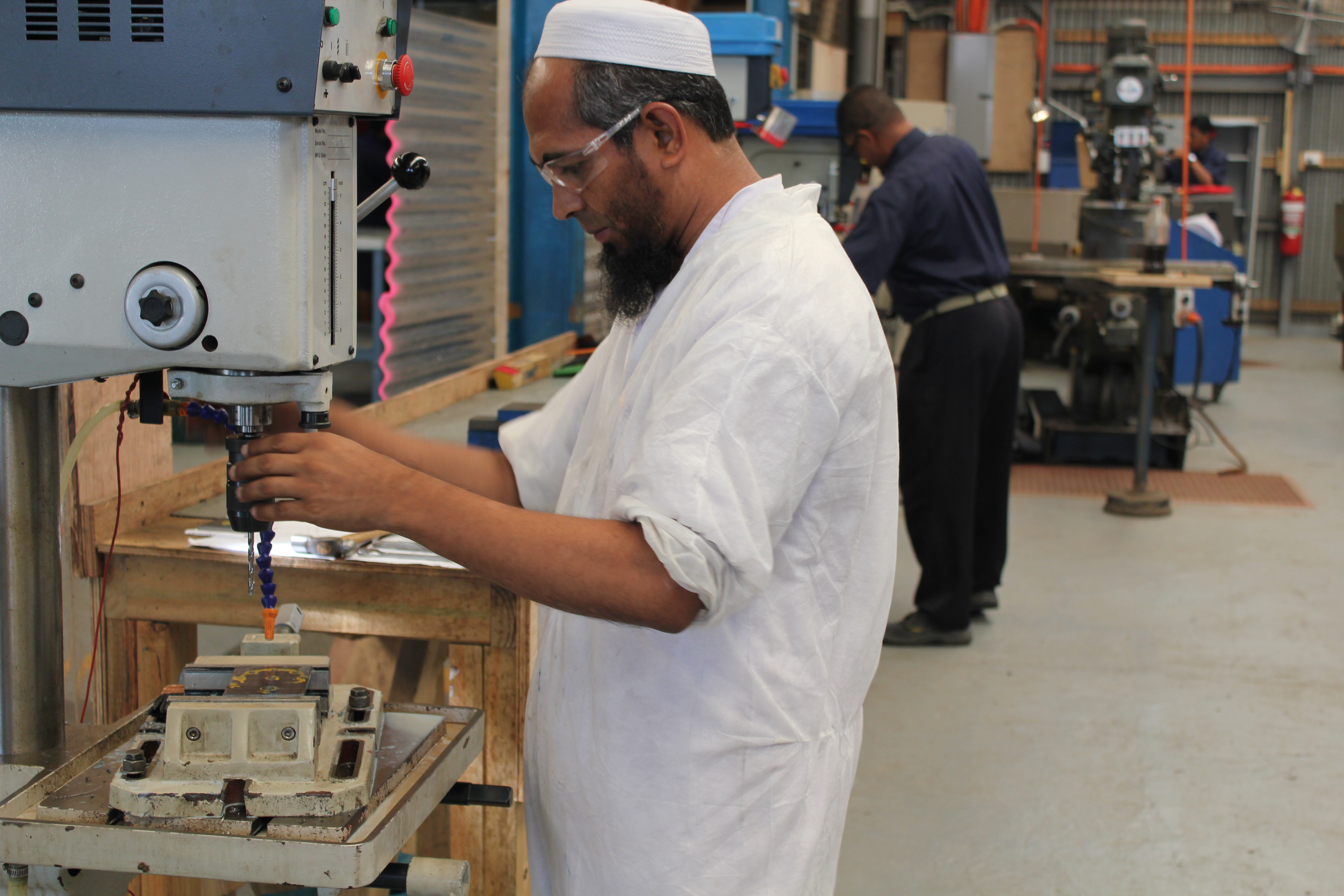
Curso de ajuste y mecanizado en el Colegio Técnico Australia-Pacífico (APTC), Fiyi.

Sin embargo, los científicos publican mucho más en el campo de las geociencias y la salud que en el de la agricultura. El aumento del gasto público en investigación agrícola ha ido en detrimento de la investigación en educación, que se redujo al 35% del gasto total en investigación entre 2007 y 2012. El gasto público en investigación sanitaria se ha mantenido bastante constante, en torno al 5% del gasto público total en investigación, según la Oficina Nacional de Estadística de Fiyi.
El Ministerio de Salud de Fiyi está tratando de desarrollar la capacidad de investigación endógena a través de la Revista de Salud Pública de Fiyi, que lanzó en 2012. En la actualidad existe un nuevo conjunto de directrices para ayudar a desarrollar la capacidad endógena en la investigación sanitaria a través de la formación y el acceso a las nuevas tecnologías.
Fiyi también tiene previsto diversificar su sector energético mediante el uso de la ciencia y la tecnología. En 2015, la Secretaría de la Comunidad del Pacífico observó que "aunque Fiyi, Papúa Nueva Guinea y Samoa están a la cabeza con proyectos hidroeléctricos a gran escala, existe un enorme potencial para ampliar el despliegue de otras opciones de energía renovable, como la solar, la eólica, la geotérmica y las fuentes de energía oceánicas".
En 2014, el Centro de Energías Renovables entró en funcionamiento en la Universidad de Fiyi, con la ayuda del programa de Energía Renovable en los Países Insulares del Pacífico Desarrollo de Competencias y Capacidades (EPIC) financiado por la Unión Europea. De 2013 a 2017, la Unión Europea financió el programa EPIC, que desarrolló dos programas de máster en gestión de energías renovables, uno en la Universidad de Papúa Nueva Guinea y otro en la Universidad de Fiyi, ambos acreditados en 2016. En Fiyi, 45 estudiantes se han matriculado en el máster desde el lanzamiento del programa y otros 21 estudiantes han realizado un programa de diploma relacionado introducido en 2019.
En 2020, se puso en marcha en Fiyi la Oficina Regional del Centro de Contribuciones Determinadas a Nivel Nacional del Pacífico para apoyar la mitigación y adaptación al cambio climático. Los autores del Pacífico en primera línea del cambio climático siguen estando infrarrepresentados en la literatura científica sobre el impacto de los desastres y sobre las estrategias de resiliencia climática.

## Cultura

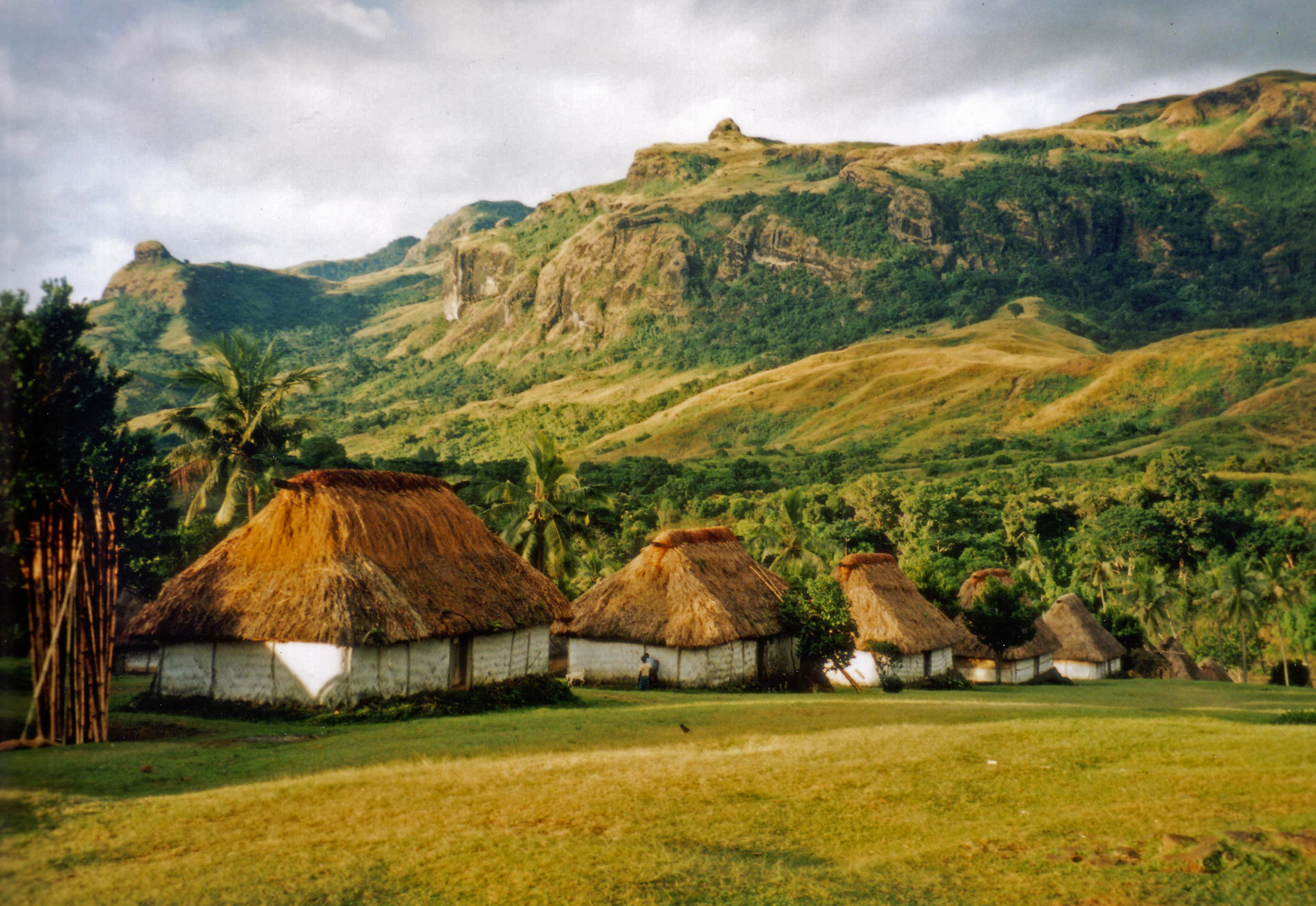
Cabañas tradicionales del pueblo de Navala, en la isla Viti Levu, la más grande de Fiyi.

La cocina tradicional es una mezcla de las gastronomías de la Polinesia, Melanesia, India, China y Occidente. Los principales ingredientes que se usan son el coco, el pescado, el arroz, el boniato, el malanga, la yuca y el pan. Uno de los platos más famosos es el «Lovo», muy utilizado para las fiestas, está preparado a base de carnes, pescados o verduras envueltas en una hoja de plátano, sobre piedras calientes.
La música que hay en el país es muy variada. La música folclórica, es una de las más populares, utilizando la guitarra, la mandolina, el ukelele y otros instrumentos tradicionales. También son muy populares el canto y el baile. Sus bailes están dedicados principalmente a los nacimientos, la muerte y la guerra. Utilizan faldas coloridas y plantas adornando los tobillos y las cabeza. Las danzas nativas, tradicionales todavía se enseñan en las comunidades étnicas.
Debido a su diversidad étnica y religiosa, la cultura del país es el resultado de un mosaico entre las tradiciones indígena fiyiana, india y europeas. La cultura de los nativos tiene características entre melanesias y polinesias, aunque experimentó cambios debido a la cristianización.

### Fiestas
| Fecha (2020)[actualizar] | Nombre en español             | Nombre local                | Notas                                                                                              |
| ------------------------ | ----------------------------- | --------------------------- | -------------------------------------------------------------------------------------------------- |
| 1 de enero               | Año Nuevo                     | New Year’s Day              | Las celebraciones pueden continuar durante una semana e incluso un mes en algunas zonas.           |
| Febrero - marzo          | Festival de Colores           | Holi                        | Solo hinduista.                                                                                    |
| Marzo - abril            | Cumpleaños del dios Rama      | Ram Naumi                   | Solo hinduista.                                                                                    |
| 5 de abril - 13 de abril | Semana Santa                  | Easter Week                 | Solo católica o protestante.                                                                       |
| Septiembre               | Festival del Azúcar           | Sugar Festival              | Celebrado en Lautoka.                                                                              |
| 7 de septiembre          | Día de la Constitución        | Constitution Day            | Conmemora la adopción de la constitución de Fiyi                                                   |
| 10 de octubre            | Día de Fiyi                   | Fiji Day                    | Es el aniversario tanto de la cesión al Reino Unido como la obtención de la independencia en 1970. |
| 2 de noviembre           | Cumpleaños del profeta Mahoma | Prophet Mohammed's Birthday | Solo musulmana.                                                                                    |
| 16 de noviembre          | Festival de las Luces         | Diwali                      | Solo budista o hinduista.                                                                          |
| 25 de diciembre          | Navidad                       | Christmas                   | Solo católica o protestante.                                                                       |
| 28 de diciembre          | Boxing Day                    | Boxing Day                  | Solo católica o protestante.                                                                       |

## Deporte

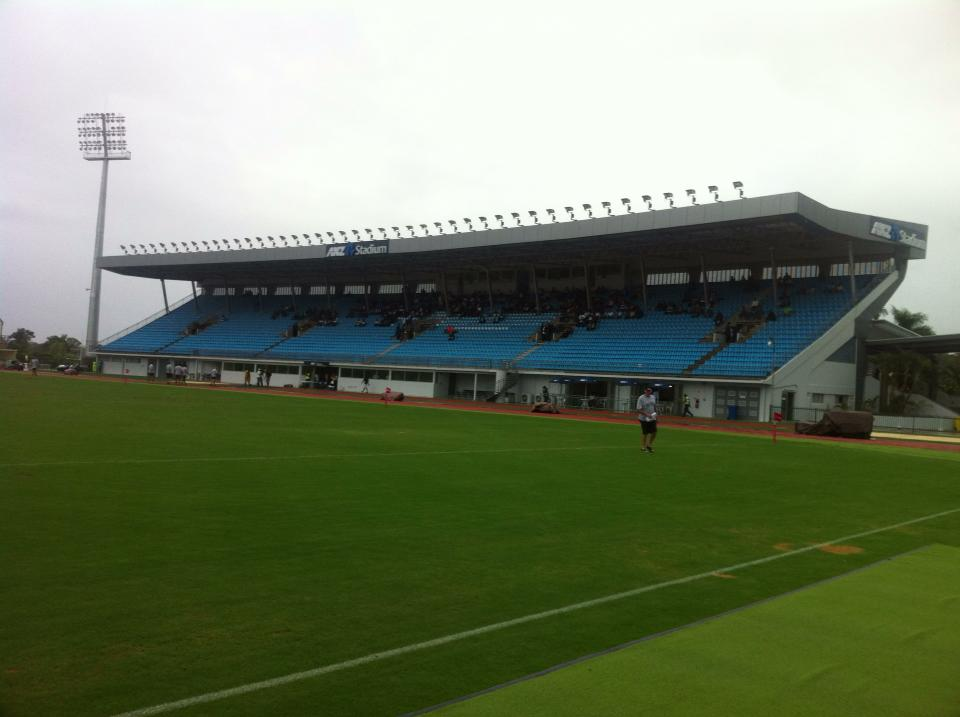
El Estadio ANZ usado para partidos de Fútbol y Rugby

El deporte más popular es el rugby. Su selección está caracterizada por ser una de las mejores selecciones del mundo y actual campeón olímpico. Hasta octubre de 2011, ha jugado 274 partidos, de los cuales 138 los han ganado, 126 los han perdido y los diez restantes quedaron en empate. Estos partidos los ha jugado principalmente contra Australia, Japón, Nueva Zelanda, Samoa y Tonga. Además, tiene una liga nacional integrada por 12 equipos.
Otro de los deportes populares en el país es el fútbol. A excepción de Esala Masinisau y Roy Krishna, ningún jugador nativo ha conseguido tener una trayectoria internacional. Muchos de los jubilados de dicho deporte ejercen la profesión de entrenador de equipos locales. Además, hay una liga profesional integrada por una gama de 12 equipos. El mejor puesto logrado en un torneo internacional fue el tercer puesto en la Copa de las Naciones de la OFC 2008. La Selección de Fútbol Sub-20 de Fiyi logró clasificarse para la Copa Mundial de Fútbol Sub-20 de 2015 tras ganar el Campeonato Sub-20 de la OFC 2014, que se celebró en Fiyi entre el 23 y el 31 de mayo de 2014.
Sin embargo, los mayores éxitos de Fiyi en el deporte vienen del golf, gracias a los triunfos cosechados por el jugador fiyiano Vijay Singh por todo el mundo, principalmente en el PGA Tour y el European Tour.

### Rugby Union

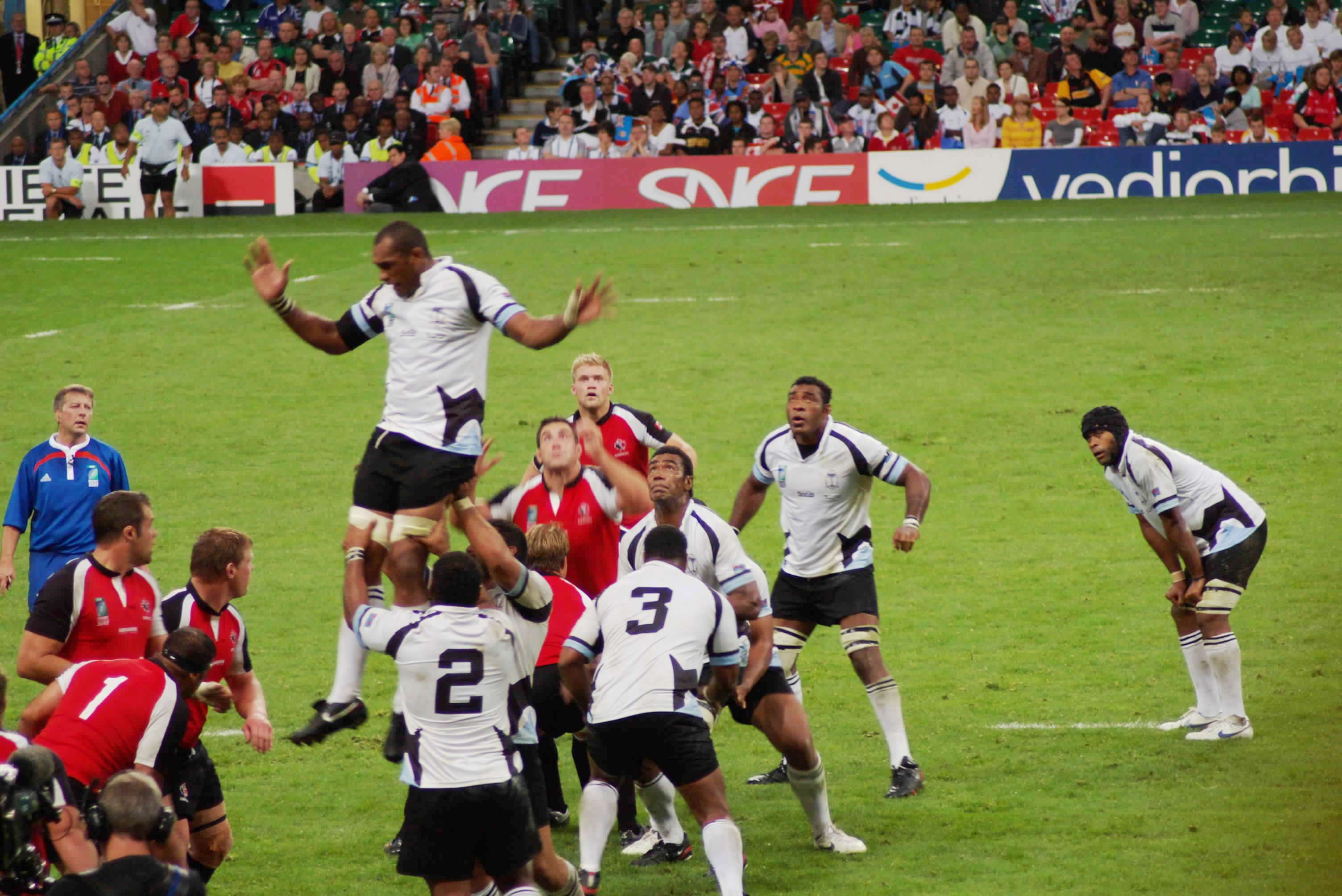
La selección nacional de rugby en un partido contra Canadá.

El Rugby Union es el deporte de equipo más popular que se practica en Fiyi. La selección nacional de Fiyi de rugby a siete es un equipo internacional de rugby a siete popular y exitoso y ha ganado el Seven de Hong Kong un récord de dieciocho veces desde su creación en 1976. Fiyi también ha ganado la Copa del Mundo de Rugby a siete dos veces - en 1997 y 2005. El equipo nacional de rugby union a siete de Fiyi es el actual campeón de la Serie Mundial de Rugby a siete. En 2016, ganaron la primera medalla olímpica de Fiyi en el Rugby a siete en los Juegos Olímpicos de Verano, ganando el oro al derrotar a Gran Bretaña 43-7 en la final.
La selección nacional de rugby es miembro de la Alianza de Rugby de las Islas del Pacífico, anteriormente junto con Samoa y Tonga. En 2009, Samoa anunció su salida de la Alianza de Rugby de las Islas del Pacífico, dejando sólo a Fiyi y Tonga en la unión. Fiyi ocupa actualmente el undécimo puesto en el ranking mundial de la IRB (a 28 de diciembre de 2015).
La selección nacional de rugby ha participado en cinco competiciones de la Copa Mundial de Rugby, la primera en 1987, donde alcanzó los cuartos de final. El equipo volvió a clasificarse en la Copa del Mundo de Rugby de 2007, cuando derrotó a Gales por 38-34 y pasó a cuartos de final, donde cayó ante Sudáfrica, a la postre campeona de la Copa del Mundo de Rugby.
Fiyi compite en las Tres Naciones del Pacífico y en la Copa de Naciones del Pacífico de la IRB. Este deporte está regido por la Unión de Rugby de Fiyi, que es miembro de la Alianza de Rugby de las Islas del Pacífico, y contribuye a la selección de rugby de las Islas del Pacífico. A nivel de clubes se disputan la Skipper Cup y el Farebrother Trophy Challenge.
Fiyi es uno de los pocos países donde el rugby union es el deporte principal. Hay unos 80.000 jugadores inscritos en una población total de unos 900.000 habitantes. Uno de los problemas para Fiyi es simplemente conseguir que sus jugadores jueguen para su país de origen, ya que muchos tienen contratos en Europa con el Top 14 francés y la Aviva Premiership inglesa o con equipos de Super Rugby, donde la compensación monetaria es mucho más gratificante. Los salarios repatriados de sus estrellas extranjeras se han convertido en una parte importante de algunas economías locales.
Además, un número significativo de jugadores elegibles para jugar con Fiyi acaban representando a Australia o Nueva Zelanda; ejemplos notables son los primos nacidos en Fiyi y ex All Blacks neozelandeses Joe Rokocoko y Sitiveni Sivivatu, los actuales All Blacks Waisake Naholo y Seta Tamanivalu, así como el ex extremo de los Wallabies australianos Lote Tuqiri y los actuales Wallabies Tevita Kuridrani, Samu Kerevi y Henry Speight. Fiyi es el equipo que más veces ha ganado el Tri-Nations del Pacífico de los tres participantes.

### Rugby League
El equipo nacional de rugby league de Fiyi, apodado los Bati, representa a Fiyi en esa disciplina y participa en competiciones internacionales desde 1992. Ha competido en la Copa Mundial de la Rugby League en tres ocasiones, y sus mejores resultados se produjeron cuando llegaron consecutivamente a semifinales en la Copa Mundial de Rugby League de 2008, la Copa Mundial de Rugby League de 2013 y la Copa Mundial de Rugby League de 2019. El equipo también compite en la Copa del Pacífico.
Los miembros del equipo se seleccionan en una competición nacional de Fiyi, así como en competiciones celebradas en Nueva Zelanda y Australia. En los Mundiales de 2000, 2008 y 2013, los Bati estuvieron capitaneados por Lote Tuqiri, Wes Naiqama y el legendario Petero Civoniceva, respectivamente. Fiyi también ha dado estrellas como Akuila Uate, Jarryd Hayne, Kevin Naiqama, Semi Tadulala, Marika Koroibete, Apisai Koroisau, Sisa Waqa y los hermanos Sims, Ashton Sims, Tariq Sims y Korbin Sims.

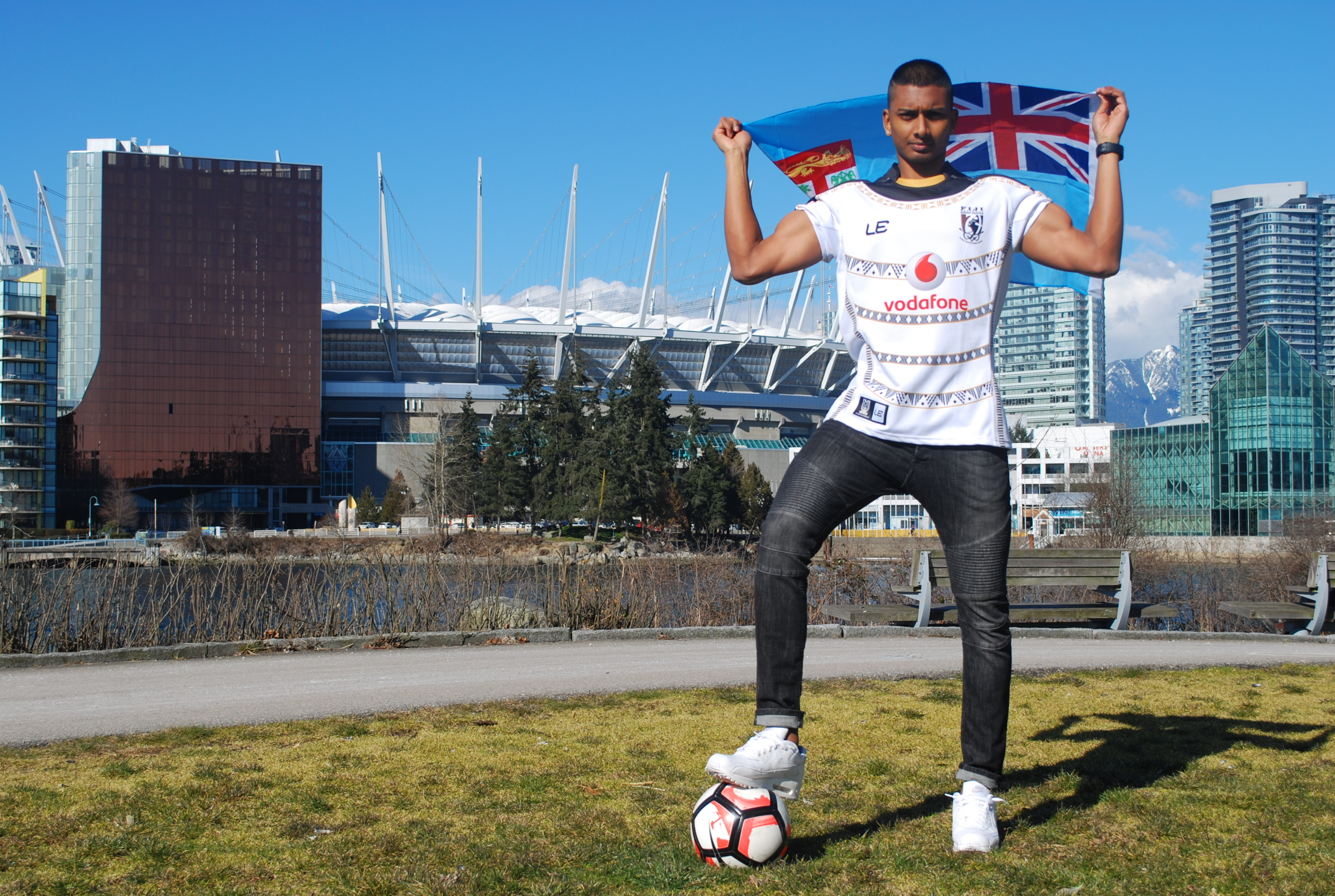
Nicho Prasad un jugador de la selección nacional de Fútbol de Fiyi

La danza de guerra Cibi (pronunciado Thimbi) era interpretada tradicionalmente por la selección de rugby de Fiyi antes de cada partido. En 2012 se sustituyó por el nuevo grito de guerra "Bole" (pronunciado mBolay)
La tradición sostiene que el Cibi original se interpretó por primera vez en el campo de rugby en 1939, durante una gira por Nueva Zelanda, cuando el entonces capitán de Fiyi, Ratu Sir George Cakobau, pensó que su equipo debía tener algo para igualar la Haka de los All Blacks. Sin embargo, "Cibi" quizás se había utilizado de forma incorrecta, ya que la palabra significa en realidad "celebración de la victoria por parte de los guerreros", mientras que "Bole" es la aceptación de un desafío. El equipo de rugby Bati de Fiyi también se agrupa y canta el himno "Noqu Masu" antes de cada partido.

### Fútbol
El fútbol era tradicionalmente un deporte menor en Fiyi, popular sobre todo entre la comunidad indofiyiana, pero con la financiación internacional de la FIFA y una sólida gestión local en la última década, el deporte ha crecido en popularidad en la comunidad fiyiana en general. Actualmente es el segundo deporte más popular en Fiyi, después del rugby masculino y del netball femenino.
La Asociación de Fútbol de Fiyi es miembro de la Confederación de Fútbol de Oceanía. La selección nacional de fútbol derrotó a Nueva Zelanda por 2-0 en la Copa de Naciones de la OFC de 2008, en su camino hacia el tercer puesto, récord conjunto. Sin embargo, hasta la fecha nunca ha participado en una Copa Mundial de la FIFA. Fiyi ganó el torneo de fútbol de los Juegos del Pacífico en 1991 y 2003. Fiyi se clasificó para el torneo masculino de los Juegos Olímpicos de Verano de 2016 por primera vez en la historia.

### Gobierno
- Portal del Gobierno de Fiyi Archivado el 8 de diciembre de 2020 en Wayback Machine. (en inglés)
- Parlamento de Fiyi (en inglés)

### Información general
- UN Fiji LESA - Association (en inglés)
- Fiyi en el Directorio abierto dmoz
- Información breve de Fiyi en Amadeus.net
- Sobre etnias y lenguas (en inglés)

### Turismo
- Sitio oficial turístico del país Archivado el 7 de abril de 2007 en Wayback Machine. (en inglés)

### Medios de comunicación
- Periódico de Fiyi (en inglés)

- Datos: Q712
- Multimedia: Fiji / Q712
- Guía turística: Fiyi
- Noticias: Categoría:Fiyi